# Pelzweste
Eine Pelzweste oder Fellweste ist, ähnlich der textilen Weste, ein ärmelloses Oberbekleidungsteil in etwa Taillen- bis Hüftlänge für Frauen und Männer. Bis zum Aufkommen einer eigenen Pelzmode um 1900 war sie als Teil der regionalen Tracht in der Regel aus Schaf- oder Lammfell hergestellt. Als Bestandteil der Mode wird sie seitdem aus fast allen gebräuchlichen Fellarten gearbeitet.

## In der Mode
Im Gegensatz zu den meisten Stoffwesten haben Fellwesten einen eher sportlichen Charakter. Hauptsächlich wird, wie bei der Trachtenweste, die Lederseite nach außen getragen. Als winterliches Kleidungsstück hat die Pelzweste, sonst bei Westen eher unüblich, gelegentlich einen kleineren Kragen, auch ist sie im Trend eher länger als eine Stoffweste. Wie bei der Stoffweste wird die längere Damenform auch als Chasuble bezeichnet. Seit etwa vor Mitte des 20. Jahrhunderts wird die Pelzweste, wie es in einem österreichischen Pelzlexikon des Jahres 1950 heißt, in „sehr aparten Fassonen hergestellt, auch paspoliert“. Die moderne Fabrikation der Velourslammfelle wurde Ende der 1930er Jahre in Ungarn entwickelt, einem Land mit langer Tradition für Lamm- und Schaffellkleidung. Die Felle wurden in einer eigenen Industrie hauptsächlich zu Pelzwesten, Trachtenjacken und, zunehmend weltweit, zu langen Pelzmänteln und Jacken der Alltagsmode verarbeitet.
Eine Zeichnung nach einer Abbildung aus Frankreich aus den 1560er Jahren, als unter Pelz noch ein Pelzinnenfutter verstanden wurde, zeigt eine ärmellose, weite Textil-Herrenjacke, die Vorderkanten aus Langhaarfell gehen in eine breitere Rückenpasse über. Das repräsentative Teil des gehobenen Bürgerstands hat gepuffte Schultermanschetten, dazu trägt der Herr eine gegürtete, nur hüftlange Pluderhose mit gefälteter Halskrause, dazu ein befedertes Barett und einen Zierdegen.
Die New Yorker Pelzfachzeitschrift The Fur Trade Review berichtete im Dezember 1896, dass Westen aus echtem und imitiertem Sealfell, Hermelin und Persianer wirtschaftliche Mode-Hauptartikel der Saison seien und den Nutzen der übrigen Oberkleidung „wundervoll unterstreichen“.
Ein italienisches Inserat, etwa Anfang des 20. Jahrhunderts, zeigt Hemdbrüste aus Fell, außerdem eine vom Stil her klassische schwarze Herrenweste, das Vorderteil aus gelocktem Fell. Die gesellschaftliche Verwendung deutet eine Krawattenschleife („Fliege“) an. Als hierfür lieferbare Fellmaterialien wurden angeboten: „Astrakan“ (Astrachanfell), „Castorino“ (Biberkanin), „Castoro d’India“ (indischer Biber), „Persianer“ und „Lontra (Sealskin)“, letzteres mehrfach so teuer wie eine aus einer anderen der aufgeführten Fellarten.

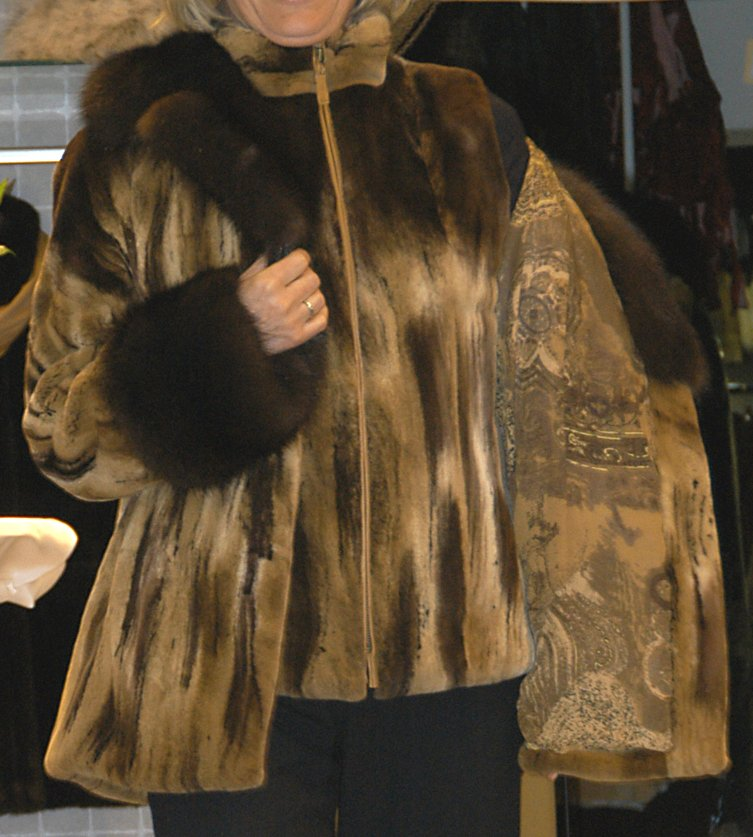
Nerz, Jacke und Weste (2004)
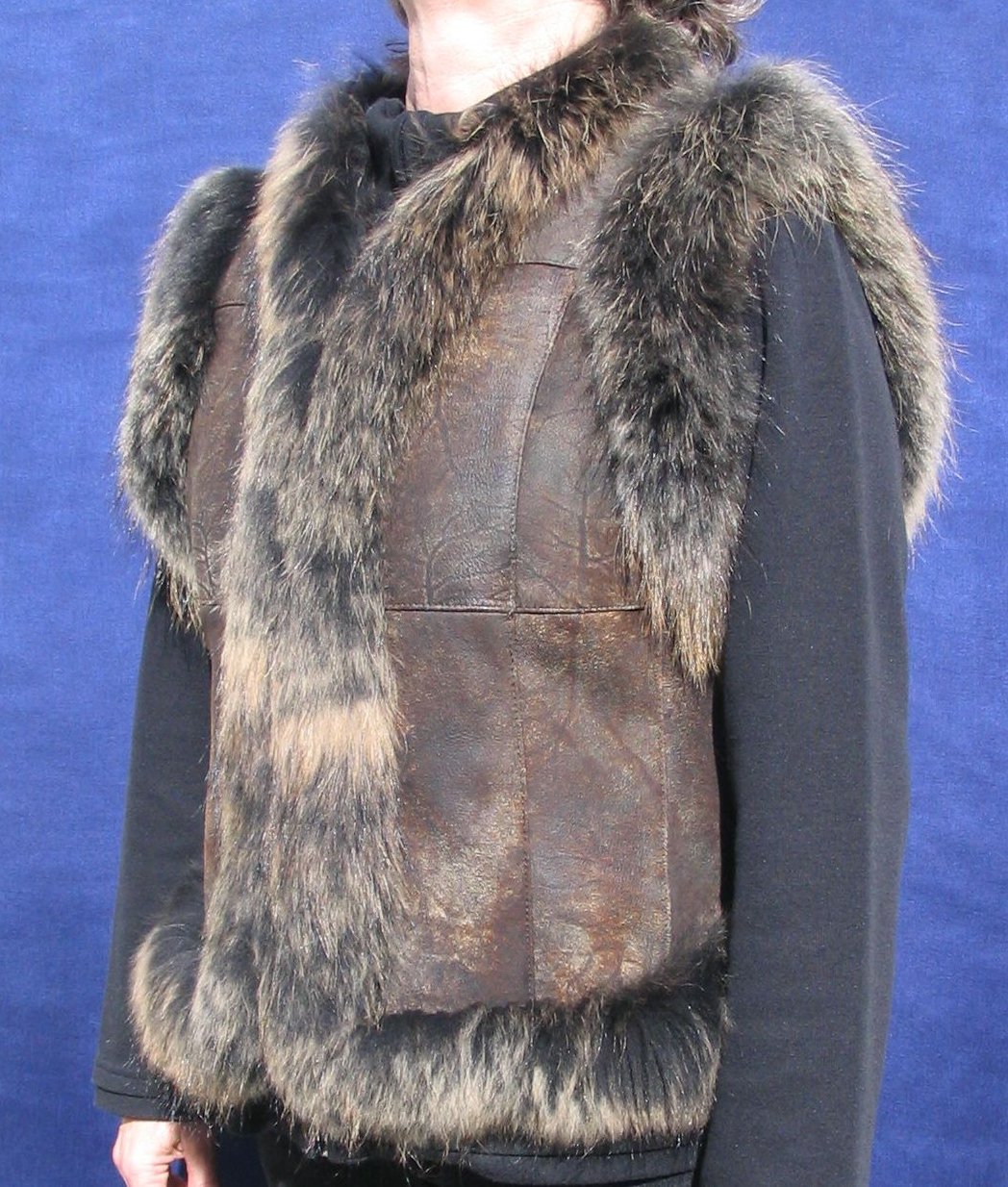
Nappa-Kanin und Fuchs (2007)
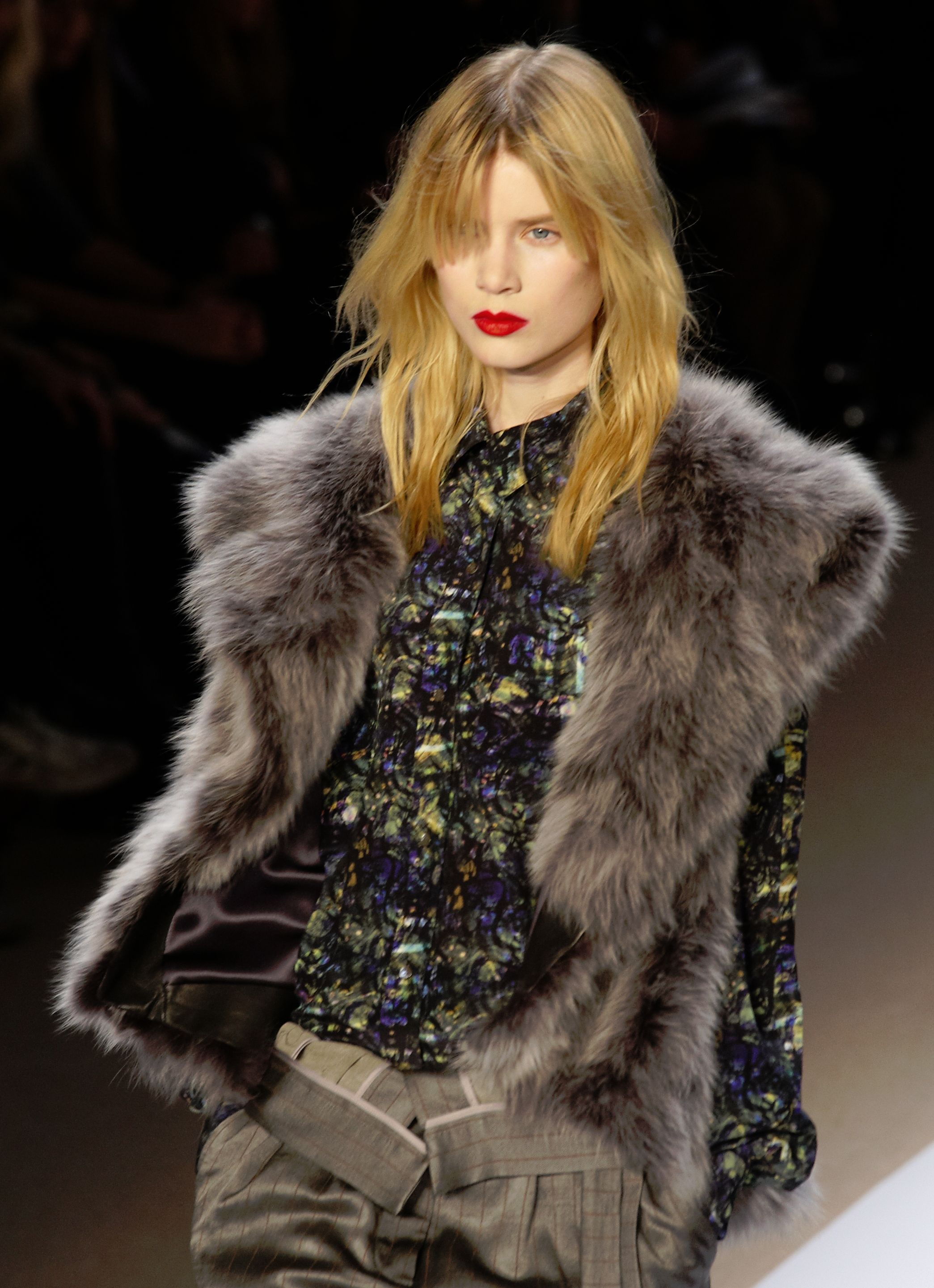
Fuchsstücken (2010)
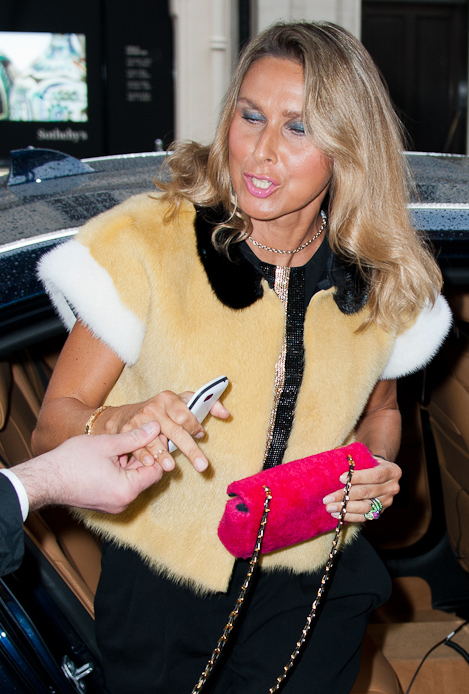
Nerz (2014)
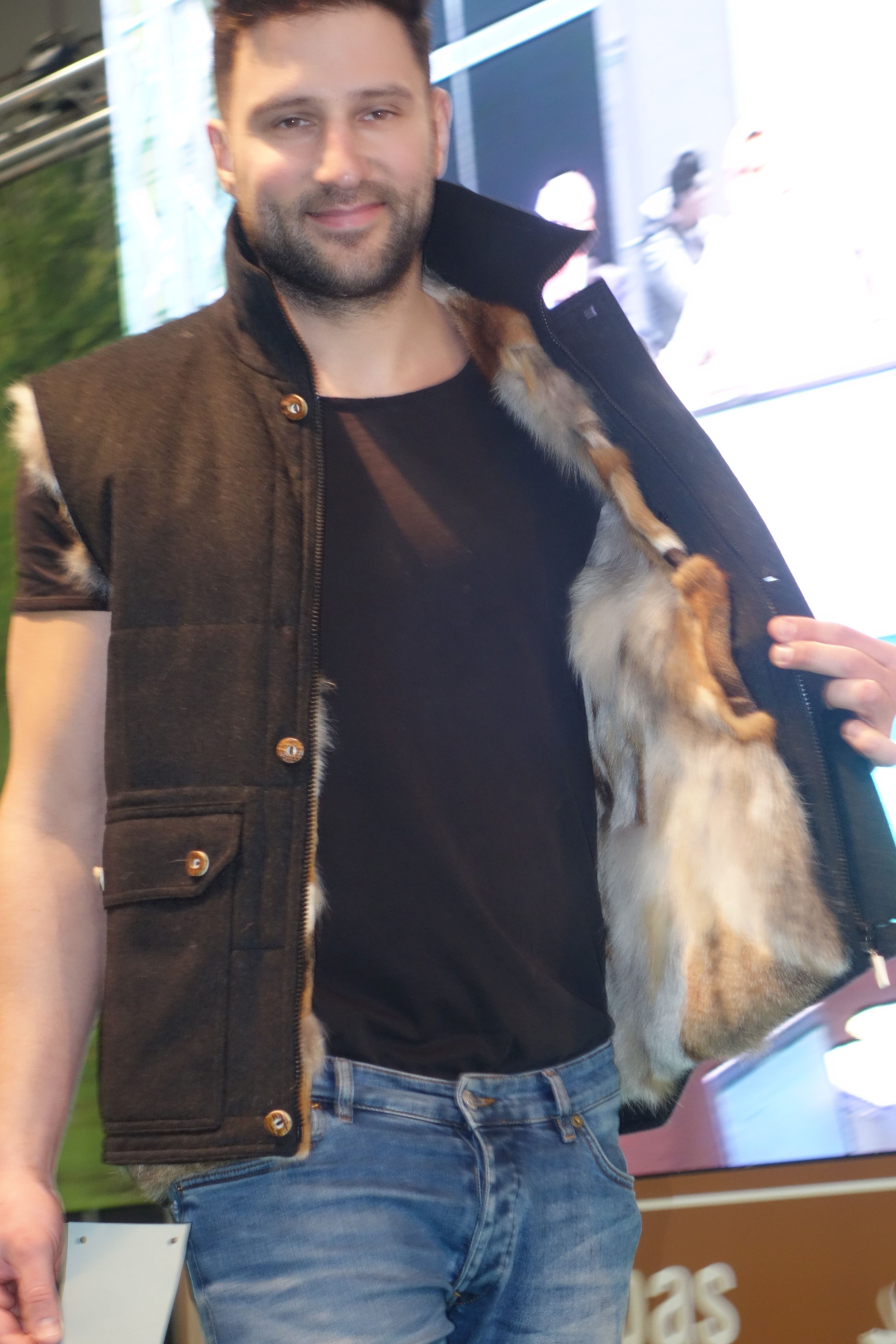
Rotfuchswamme (2020)

## In der Tracht
Eines der größten geschlossenen Verbreitungsgebiete für Lederpelze in der Tracht dürfte Ost-, vor allem Südosteuropa gewesen sein. Fast ausschließlich in der Form Weste ist die Pelztracht mancherorts erhalten, vor allem bei regionalen Veranstaltungen wird sie dort noch getragen. In der von der Mode weitgehend unabhängigen Volkstracht hielt sich vor allem die polnische und die ungarische Tracht besonders lange. Das gilt vor allem auch für Bekleidungsstücke aus Schaffell, die sogenannten Nacktpelze. Hierbei war die Pelzweste aus Schaf- oder Lammfell stark vertreten. Im Pelzgewerbe wird der Begriff „Lammfell“ in der Regel allerdings auch für das Fell des ausgewachsenen Tieres gebraucht. Die eigentlichen Lammfelle, die Felle von Jungschafen, die für Kleidung verwendet werden, haben meist eigene, die Haarstruktur betreffende Bezeichnungen, wie Karakullamm (auch Persianer), Schmasche, Indisch Lamm oder Chekianglamm.
Alltags- beziehungsweise Gebrauchspelze, die, der Jahreszeit angepasst, mit der Leder- oder mit der Fellseite nach außen getragen wurden, waren bei Hirten, Jägern und Nomaden auf der ganzen Welt gebräuchlich, überall wo es das Klima erforderlich machte. Schnittform und Verarbeitung waren größtenteils einfach, besonders bei einer Weste auch ohne die Hilfe eines Kürschners zu bewerkstelligen. Kunstvolle Applikationen und Stickereien auf der Lederseite der Pelze Osteuropas zierten ganz besonders die den Fest- und Feiertagen vorbehaltene Kleidung. Diese Arbeiten wurden von Kürschnern ausgeführt, deren Handwerk sich in diesem Teilbereich – sie verarbeiteten auch „edlere“ Felle und gehörten zu den angesehensten Handwerkern – wesentlich von den Berufskollegen in der westlichen Welt unterschied. Ein so gearbeiteter Schafspelz war in besonderem Maß ein Bekleidungsstück der Bauern und Hirten. Neben der ländlichen Bevölkerung Osteuropas trug noch bis in das 19. Jahrhundert der italienische Hirte über seiner ländlichen Kleidung eine grob geschnittene, ärmellose Felljacke, ebenso die Hirten in den Pyrenäen.
In Japan pflegte man in früherer Zeit, im Gegensatz zu anderen Ländern, die attraktivere und wertvollere Kleidung unter der schlichten zu tragen, auch die Abfütterung war häufig aufwändiger als die Außenseite des Kleidungsstücks. Die Pelzweste aus Schaffell, zuletzt noch von der älteren Bevölkerung benutzt, wurde mit dem Haarseite nach außen getragen.

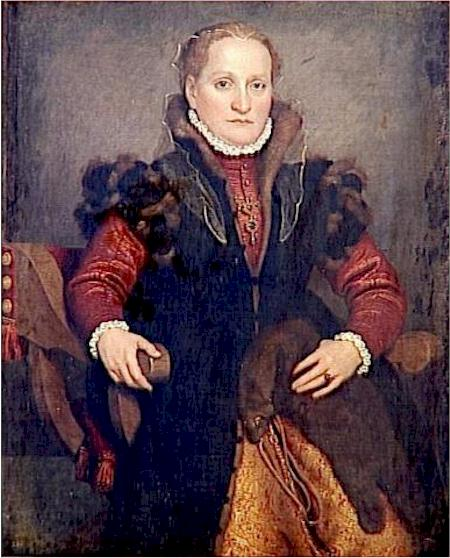
Damenweste, gehobenes Bürgertum, aus Edelpelzen, auf dem Schoß ein Flohpelzchen Italien (ca. 1560er Jahre)
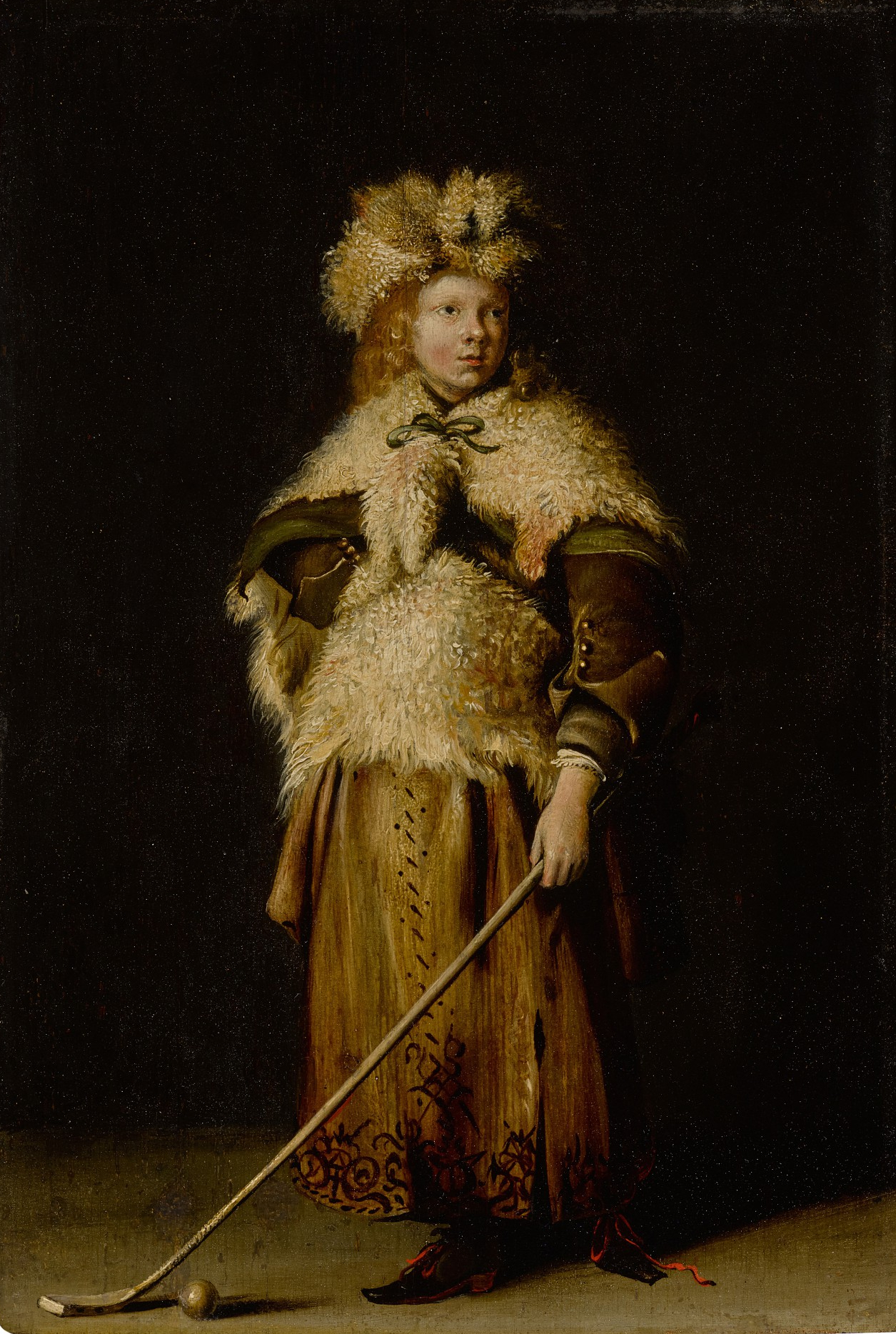
Mädchen, Holland (ca. 1. Hälfte 17. Jh.)
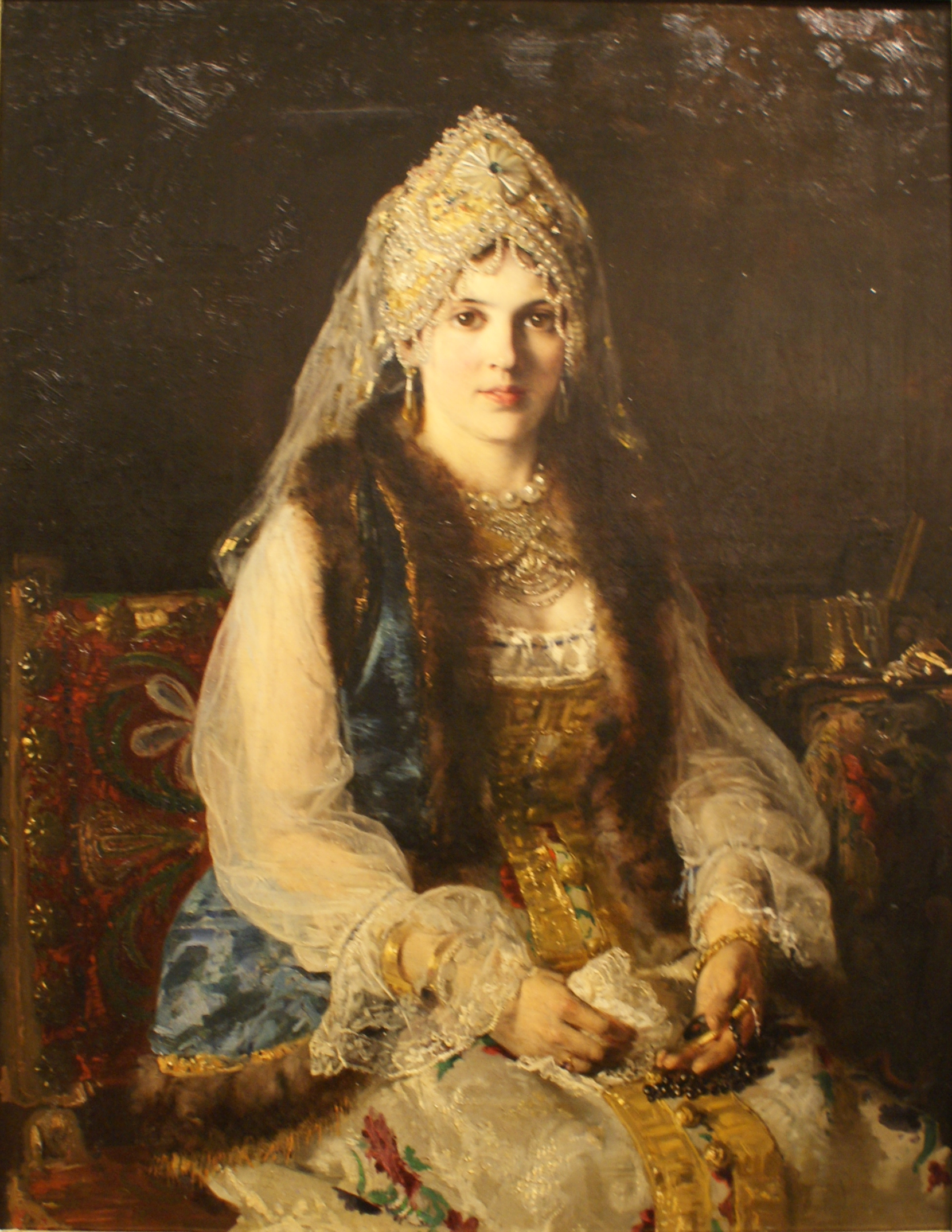
Pelzverbrämte Weste Russland (1880)
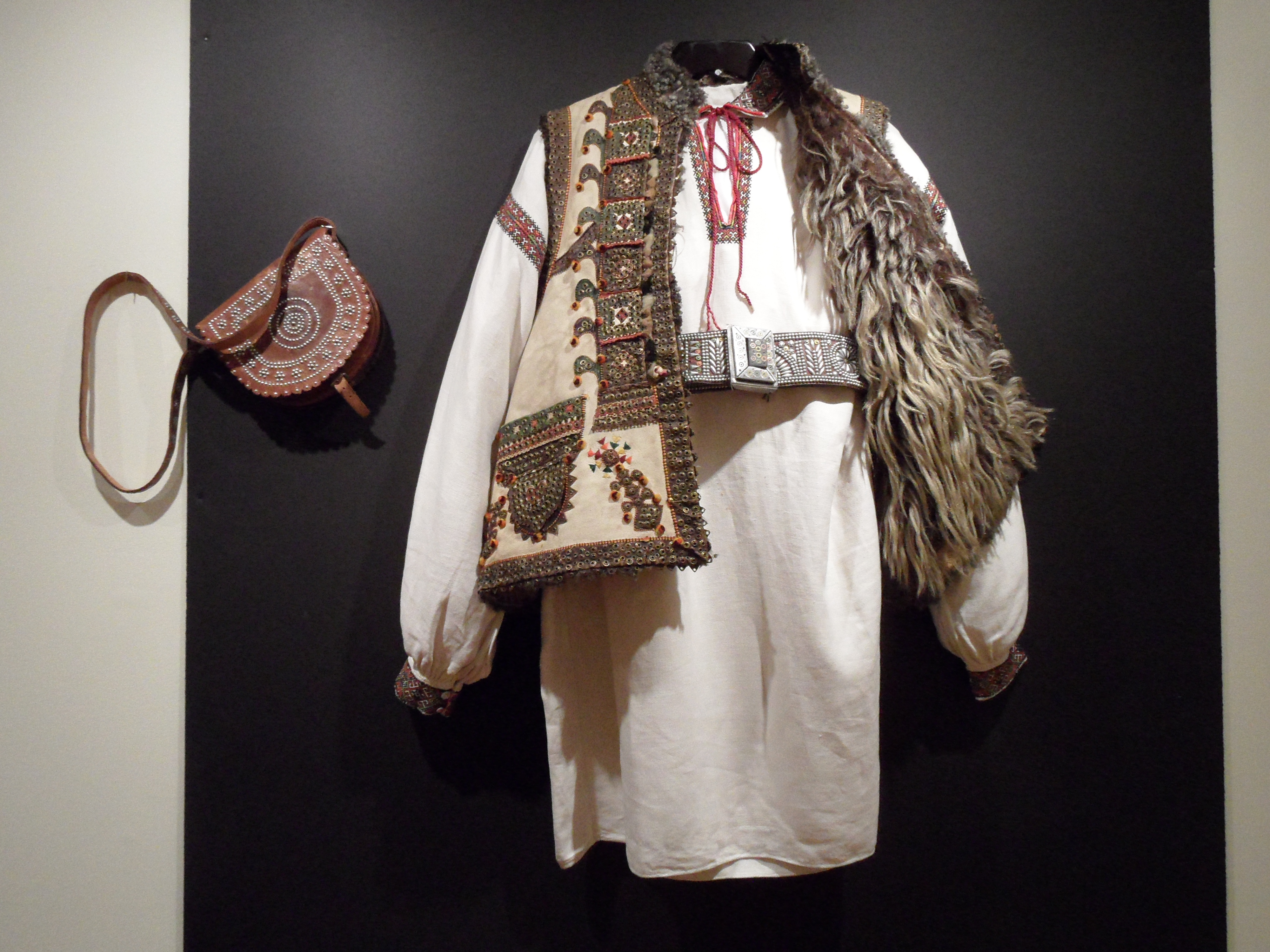
Ukraine
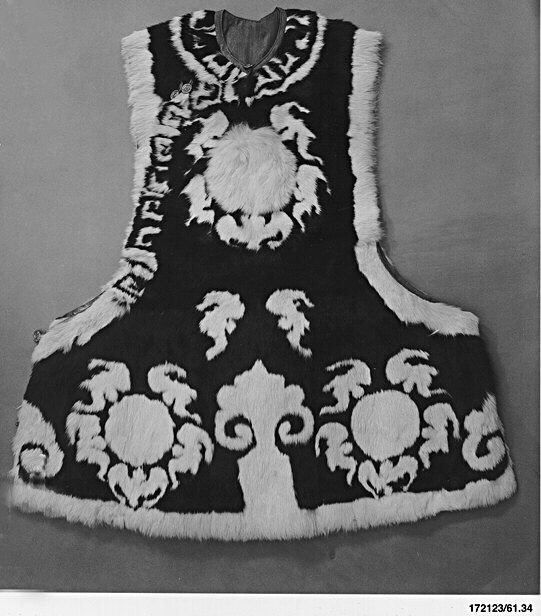
China (19. Jh.)
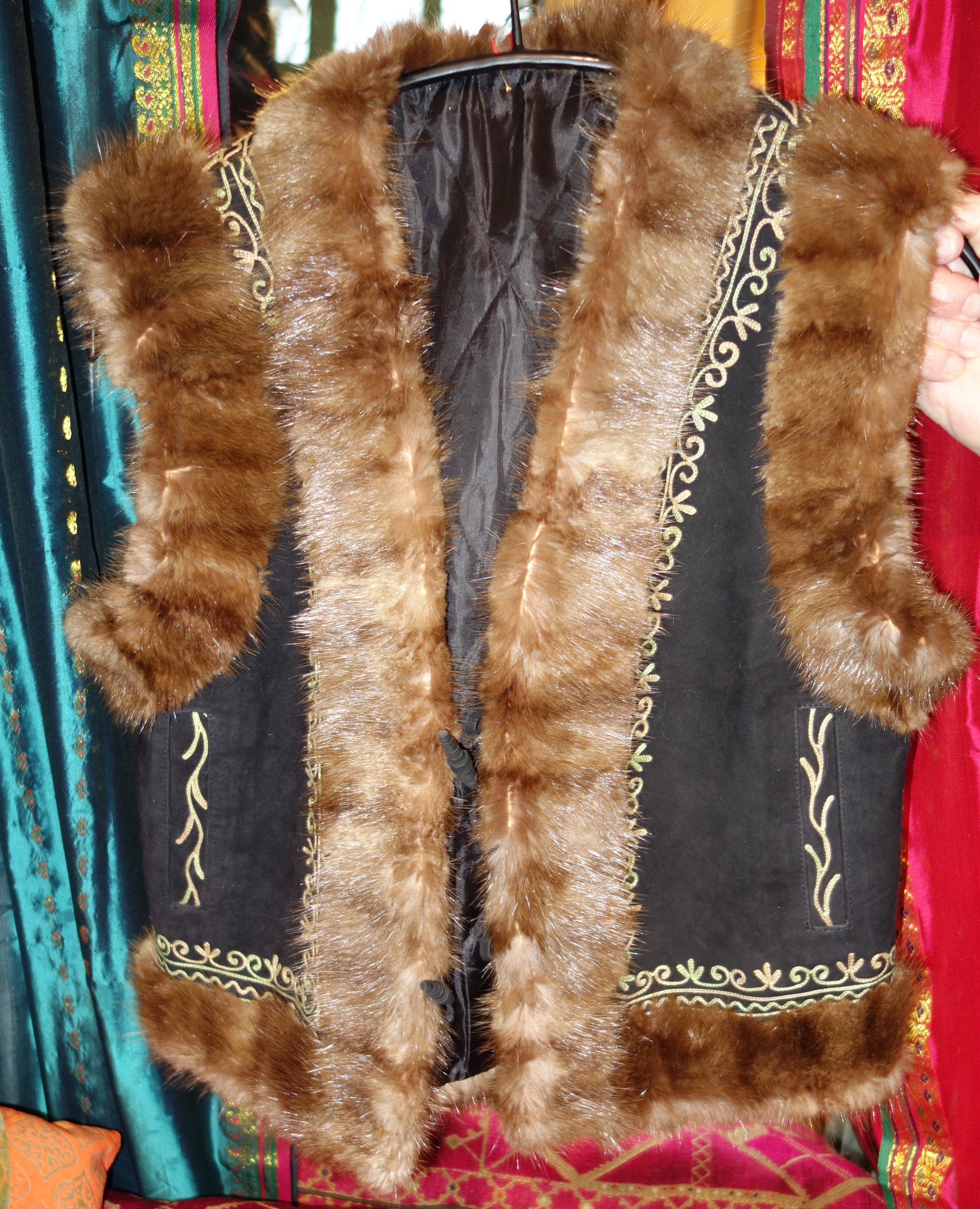
Stoff, recyceltes Nerzbisamfell, Nepal (2014)

Reich appliziert, Osteuropa (1880)
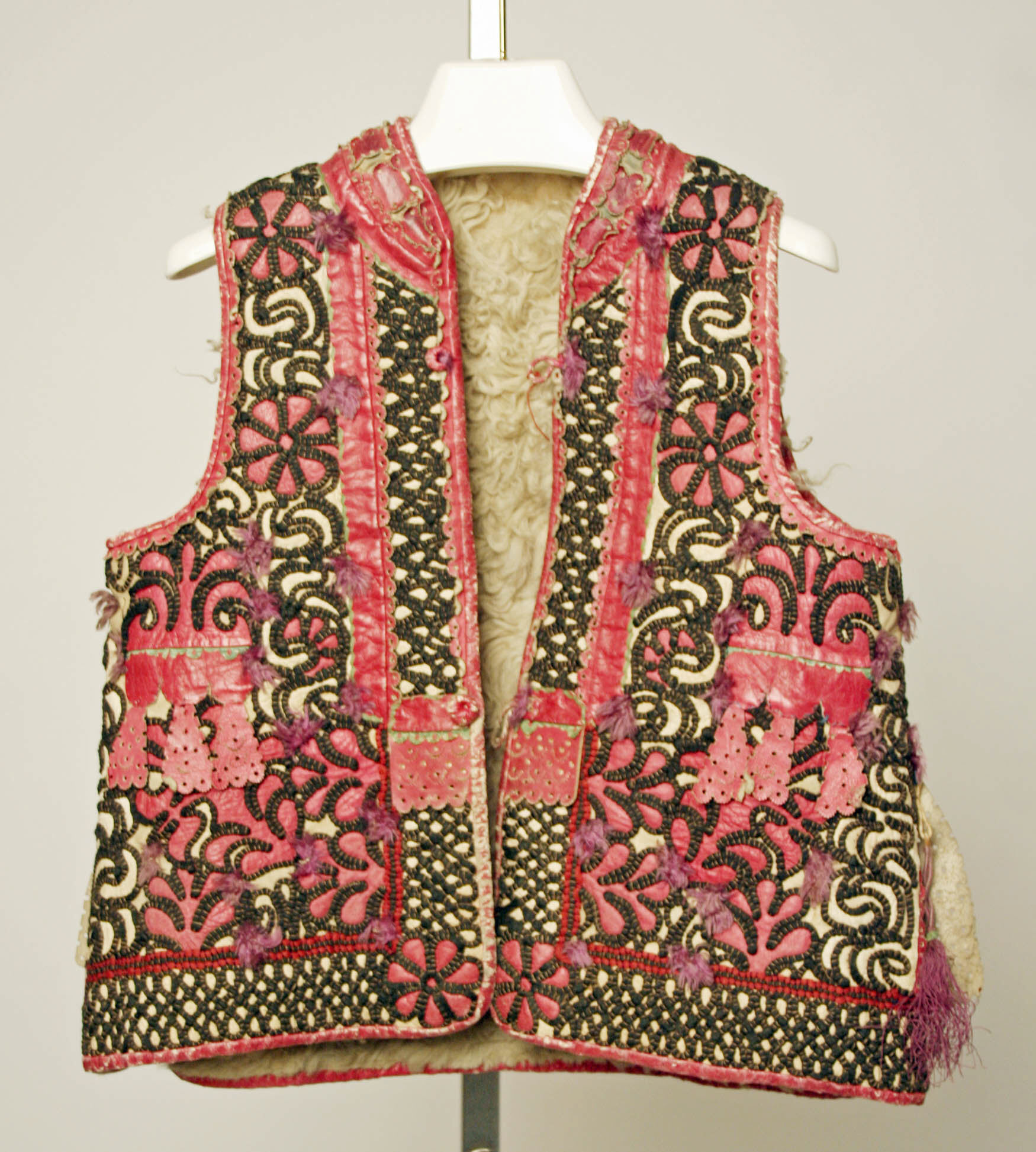
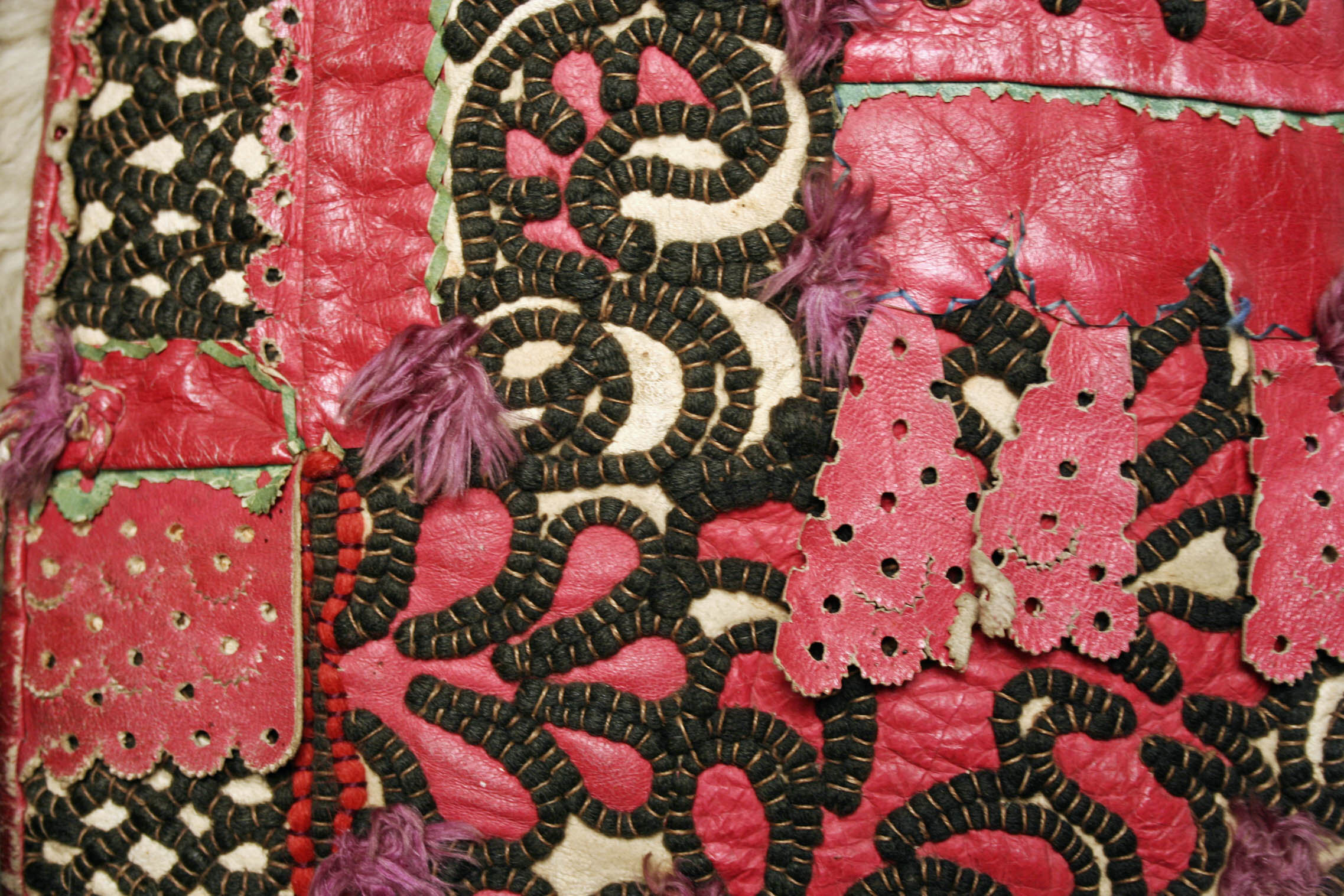
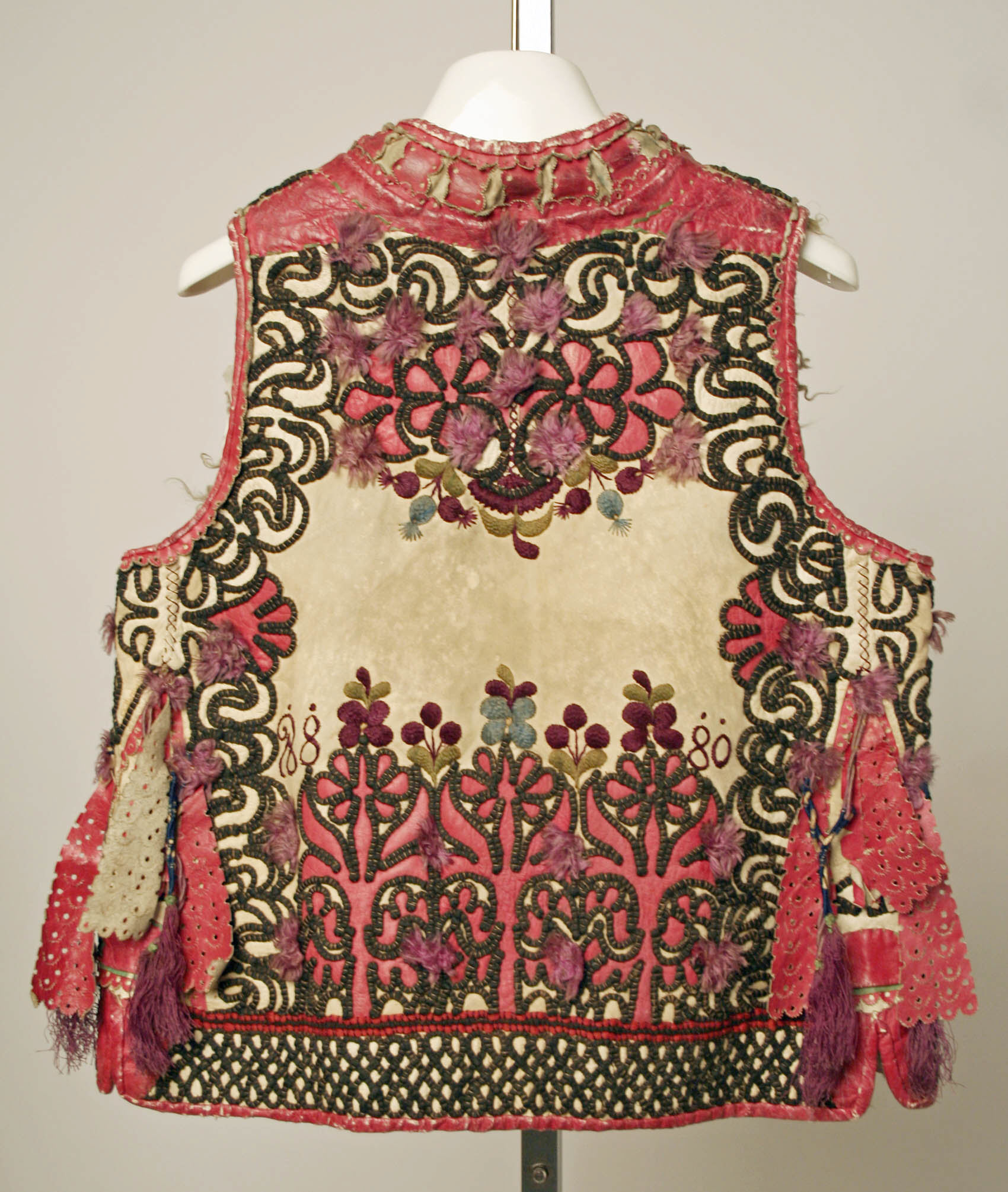

### Ungarn, Rumänien

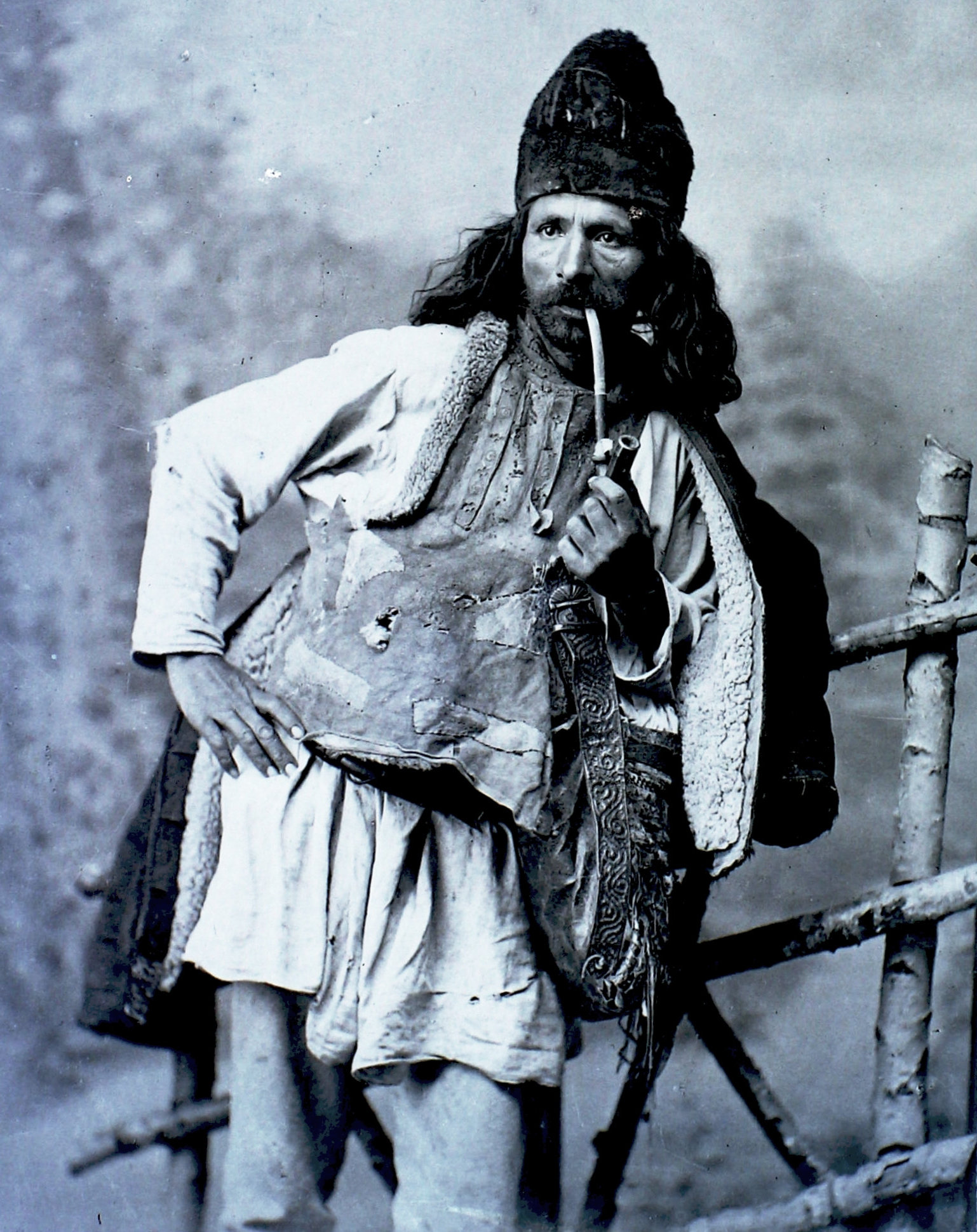
Mann mit stark geflickter Weste, Brasov, Transsylvanien (1907)

Die Verzierung der Kürschner auf den Lammpelzen gehört zu den interessantesten Zweigen der volkstümlichen ungarischen Ornamentik. Ihre Arbeit ähnelt der des „Szűrschneiders“, der aus dickem Wolltuch den „Szűr“, einen Mantel mit Ärmeln, anfertigt und in gleicher Art bestickt.
Ein Relief aus der Kirche von Somogyvár im Komitat Somogy im südwestlichen Ungarn aus dem 11. Jahrhundert zeigt Männer, die eine nach unten spitz zulaufende, vorn geschlossene Weste tragen, in der Art der Zipfelpelze. Wenn deren Zuschreibung als Pelz stimmt, wäre dies die früheste Darstellung von ungarischer Kürschnerarbeit. Bis zu Beginn des 19. Jahrhunderts hielt sich noch der Brauch, dass Kinder in der Großen Ungarischen Tiefebene auf dem Weg zur Schule ein Rückenfell aus Schafspelz trugen. Das Gegenstück hierzu war das „Brustfell“, ein vor die Brust gebundenes, nicht zugeschnittenes Fellstück. Die Hirten der Hortobágy in der Nähe von Debrecen trugen Brust- und Rückenfell, die vorn und hinten, in der Art des Zippel- oder Zipfelpelzes spitz ausliefen, vielleicht ein Überbleibsel dieser urtrachtlichen Form. Im heute zu Rumänien gehörenden Siebenbürgen war von allen Lederpelzen die Weste am meisten verbreitet.
Eine seitlich zu knöpfende oder zu bindende Pelzweste („melles“, Mellesch) könnte sich aus einem früheren die Brust und einem den Rücken bedeckenden Pelzstück entwickelt haben. Sie wurde hauptsächlich von der Bevölkerung in der Gegend jenseits der Theiß und in Siebenbürgen getragen. Diese Schnittform findet sich jedoch über Russland bis nach China.
Die im 13. Jahrhundert in Ungarn angesiedelten Kumanen und Jazygen brachten durch ihr Vorbild orientalisch geartete Ausschmückungen in die ungarische Kleidung. Die Verzierungen bestanden anfangs aus aufgenähten Applikationen, aus Ranken- und Blumenmustern, oft weißes Lammleder (Irch) auf weißgemachtem Schaffell.
In Zalatna im Siebenbürgischen Erzgebirge statteten die ungarischen Kürschner hauptsächlich die rumänische Bevölkerung der hoch gelegenen und schwer zugänglichen Goldfundstellen bei Roșia Montană (Goldbach) mit Pelzwesten aus. Die seitlich geschlossenen Westen hatten die Hauptverzierung an den Vorderteilen. angebracht. War das Fell an einer Stelle fehlerhaft, wurde dort ein kleines Ziermotiv, „Adlerklaue“ genannt, aufgenäht. Auch als Randverzierungen reihten sich „Adlerklauen“-Motive aneinander. Die in Kalotaszeg (Țara Călatei, Region in Siebenbürgen) gearbeiteten Pelzwesten (genannt „melles“ oder „mellrevaló“, „mejjrevaló“) waren ebenfalls verziert. Eine Mustersammlung eines Kürschners aus Kalotaszentkirály bezeichnete jedes einzelne Motiv mit Namen. Die Muster wechselten, je nachdem ob es sich um einen kleinen Jungen, einen Burschen oder einen alten Mann handelte. Die Applikationen unterschieden sich wiederum von denen junger Frauen. Ihre Farbe wechselte zwischen rot, weiß und schwarz. Das schönste hierfür verwendete Leder kam aus der Türkei, es wurde entsprechend „türkischrot“ genannt. In Westungarn wohnten „Tobakos“ genannte Meister, die ihren gut angesehenen roten Saffian im ganzen Land verkauften. Die Applikation konnte von einer Schnur eingefasst sein, die manchmal so dick aufgenäht war, dass das eigentliche Muster kaum noch zur Geltung kam. Dies war beispielsweise so bei den Frauenwesten aus Kalotaszeg.
Nach der Türkenzeit (bis 1683), hauptsächlich aber vom 18. Jahrhundert an, war dann, zu der ornamentalen die neue Art der Verzierung, die bunte Blumenstickerei, aufgetaucht. In dieser Zeit wurde es in Westeuropa und auch in Ungarn Mode, dass die Herren ihre Westen, Röcke und Dolmane mit Blumen aus bunter Seidenstickerei schmücken ließen, später kamen bunte Wollstickereien dazu, bis letztlich die Stickerei die Applikation verdrängte. In Gegenden, in denen sich die Volkstracht länger hielt, fand sich die frühere bunte Stickerei etwa bis zum Ende des 19. Jahrhunderts. Eine uralte, aus einem zusammenhängenden Muster bestehende Applikation erhielt sich am längsten in Siebenbürgen. Bei den Sachsen in der Gegend von Bistrița wurden noch in den 1930er Jahren solche Arbeiten angefertigt.
Je dichter man nach Siebenbürgen kommt und sich Kolozsvár und Kalotazseg nähert, desto mehr entsprechen der Schnitt und die Anordnung der Verzierungen denen in der Mezöség (Siebenbürgische Heide). Die Seiten sind gerade geschnitten, vorn geknöpft, die hinteren Verzierungen breiten sich vom Kragen her nach unten und vom unteren Rand her nach oben aus. Die Farbe der Applikationen war jetzt weiß statt rot. Im Ethnografischen Museum Budapest befinden sich einige Westen aus Tordaszenlászló (Gemeinde in Klausenburg), teils verziert mit Blumenknospen und Blättern, wahrscheinlich aus den Kürschnerwerkstätten in Turda. In Tordaszenlászló selbst wurden für ältere Männer Westen in dunkleren Farben angefertigt mit dunkel gefärbtem Leder, schwarzen Applikationen und mit Blumenstickerei in den düster abgetönten Farben blau, lila und grün.
Von den berühmten Volkstrachten Siebenbürgens gilt die malerische Tracht aus Rimetea (deutsch Torockó) in Siebenbürgen als die zweifellos eleganteste, die dortigen Applikationen als die prächtigsten. Dort trugen die Damen mit Fuchsfell versehene Westen, die zusammen mit den hüftlangen Ködmöns der Männer auf die alte Tracht der Adeligen Siebenbürgens zurückgehen dürften. Die Lederpelzkleidung in Torockó war „weiße Kürschnerarbeit“, auch die Verzierung bestand ausschließlich aus weißen Applikationen. Ihre Umrisse wurden mit farbigen Nähten schnurartig umgeben. Mädchen und Frauen trugen so ausgestattete ärmellose Leibchen, die um die Schulter geworfen wurden. An den Männerwesten waren die Konturen der Applikationen mit blauem Faden hervorgehoben, der Schulterüberwurf fand bei ihnen bei dem darüber getragenen kurzen Jäckchen, dem Ködmön, statt. Bei Männern und Frauen war der Kragen der Weste und des Ködmön aus dem Bauchpelz des Fuchses (Fuchswamme) angefertigt, beim Ködmön ebenso die Vorderteile, Ärmel und Taschen.

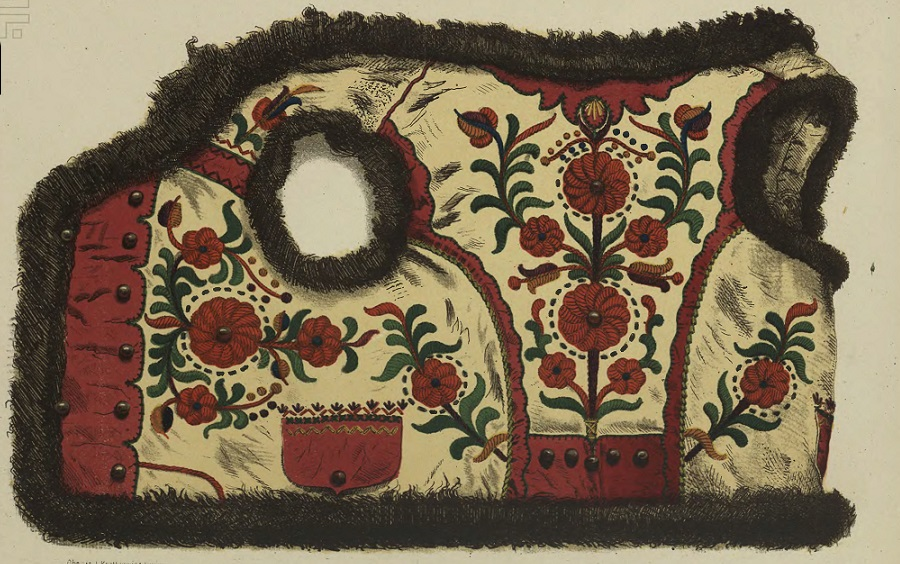
Weste der Huzulen
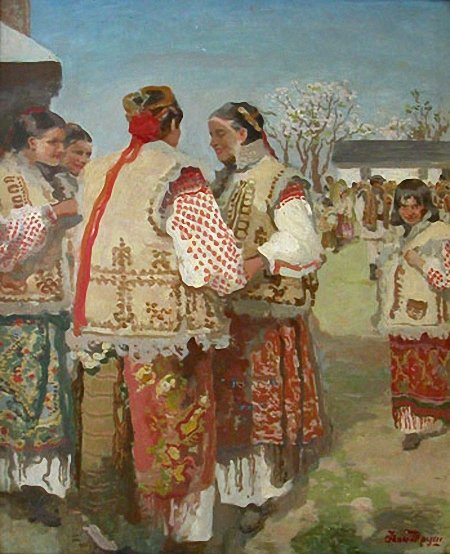
Huzulinnen
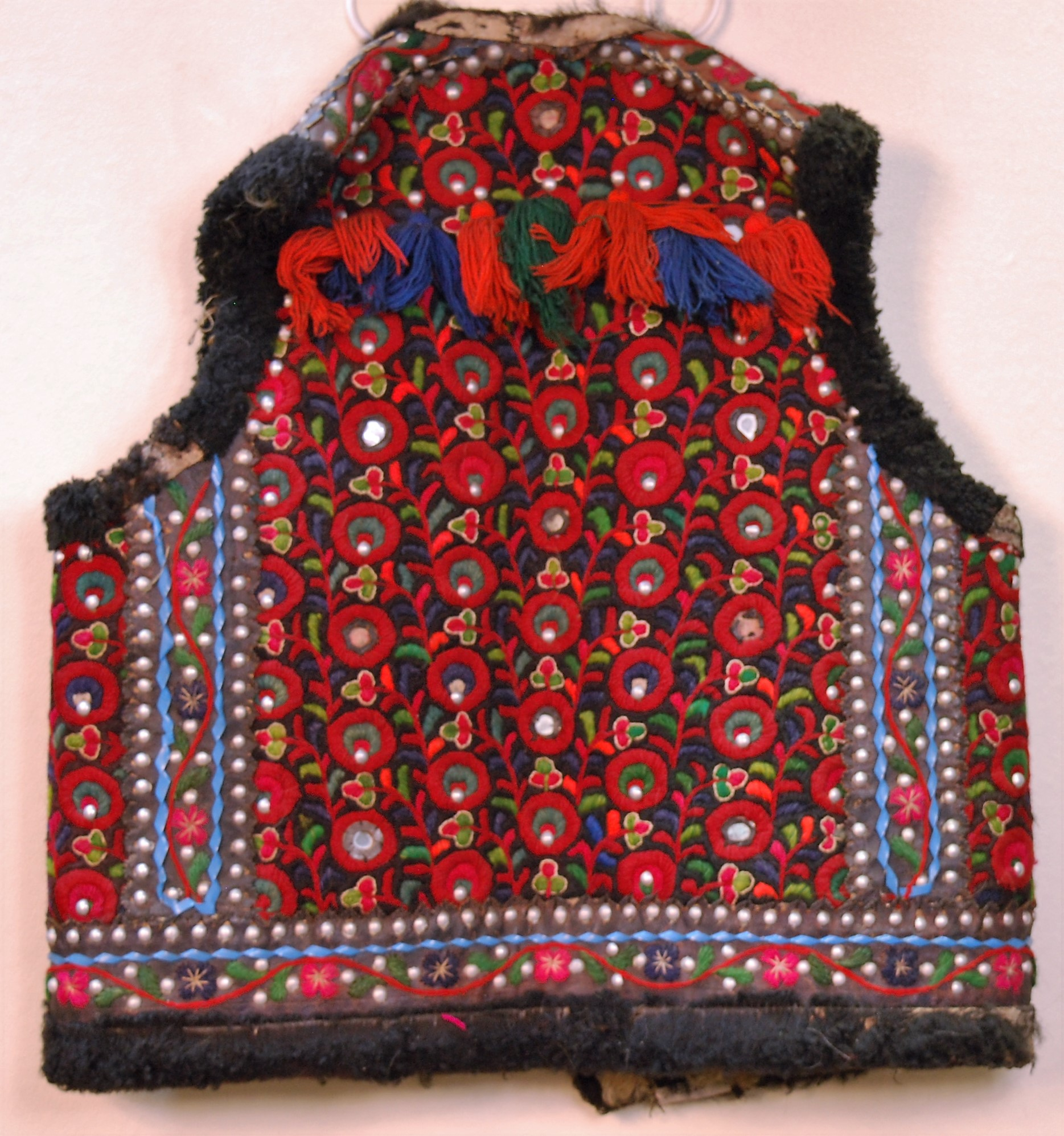
Männerweste Region Maramureș
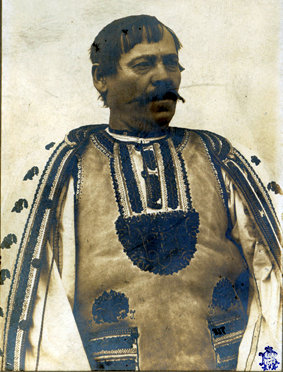
Bürgermeister von Vinerea (Oberbrodsdorf, Siebenbürgen) (zwischen 1900 und 1920)

### Slowakei

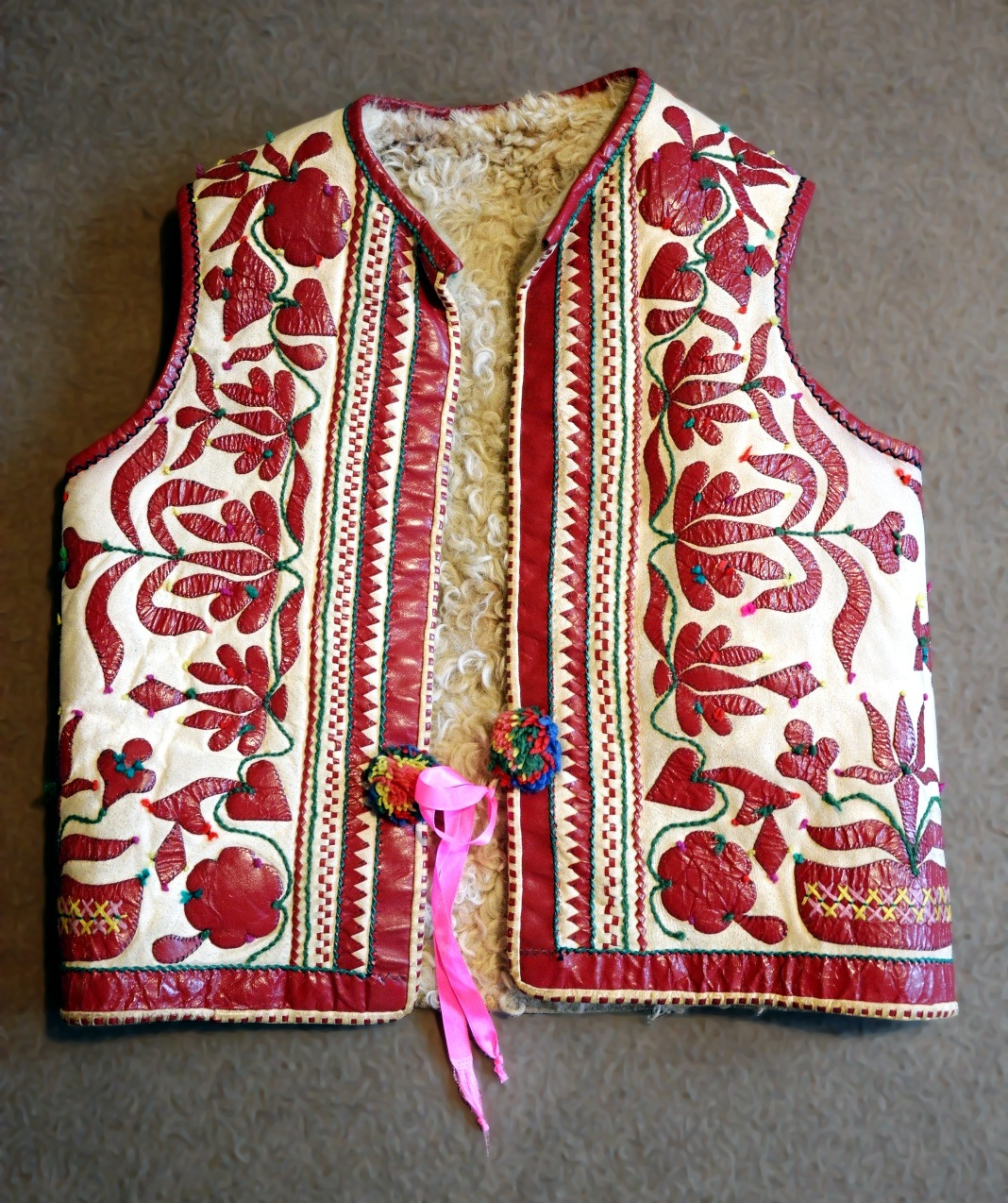
„Serdok“, Männerweste Vorderseite (Lendak, 1908)
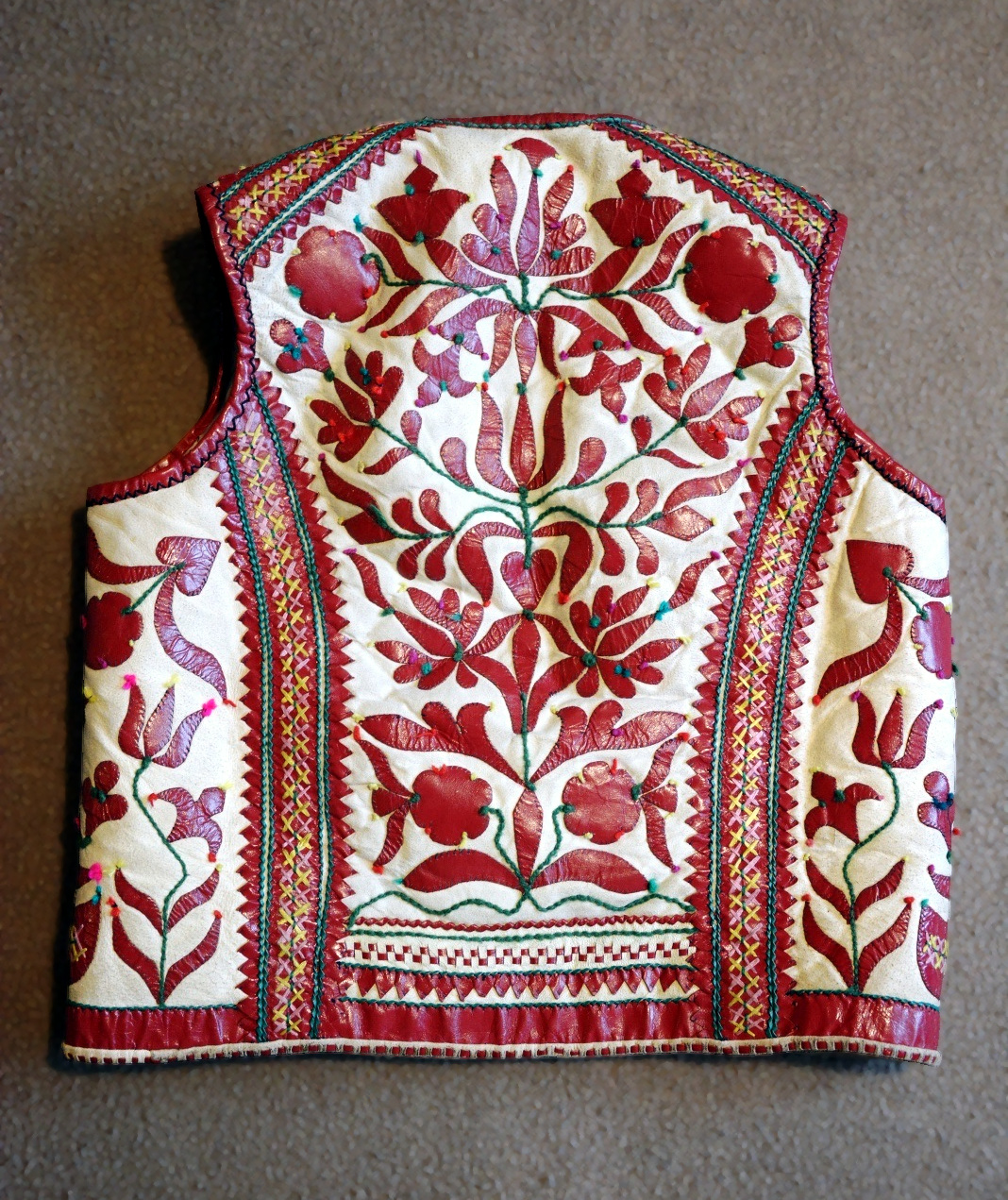
„Serdok“, Männerweste Rückseite (Lendak, 1908)
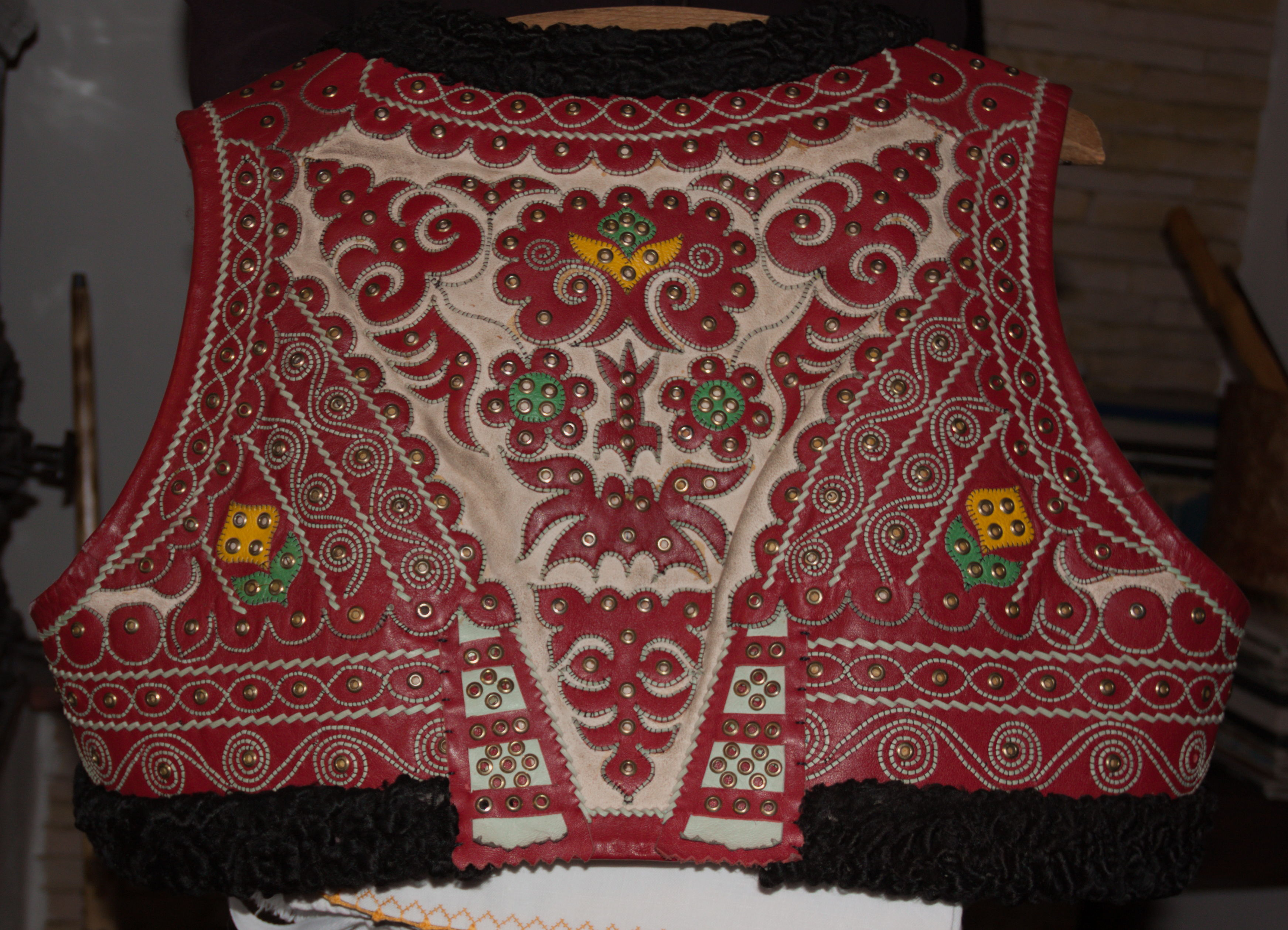
Stickereien, Applikationen und Messingnieten

### Polen

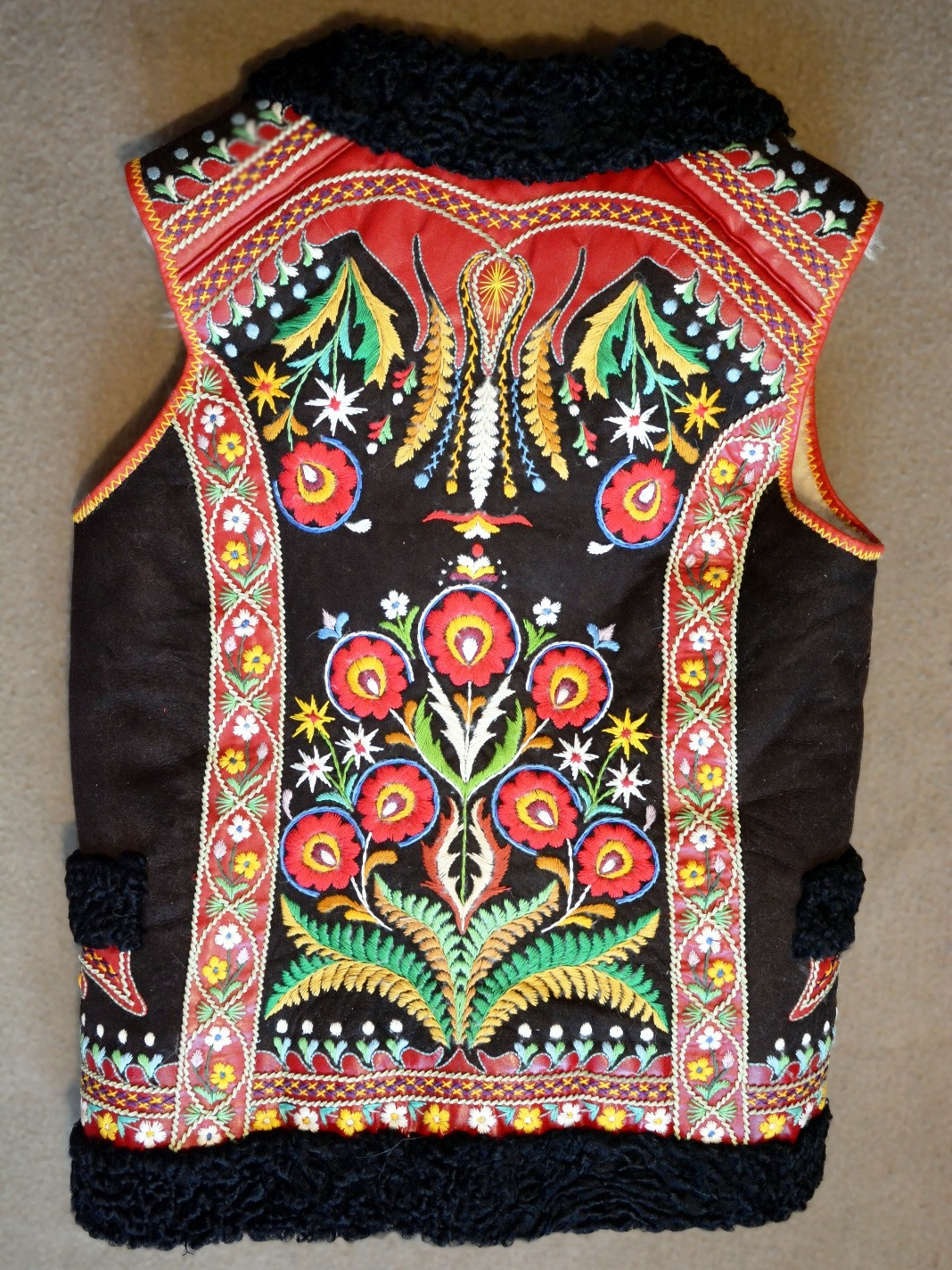
„Serdok“, Männerweste (Ždiar)
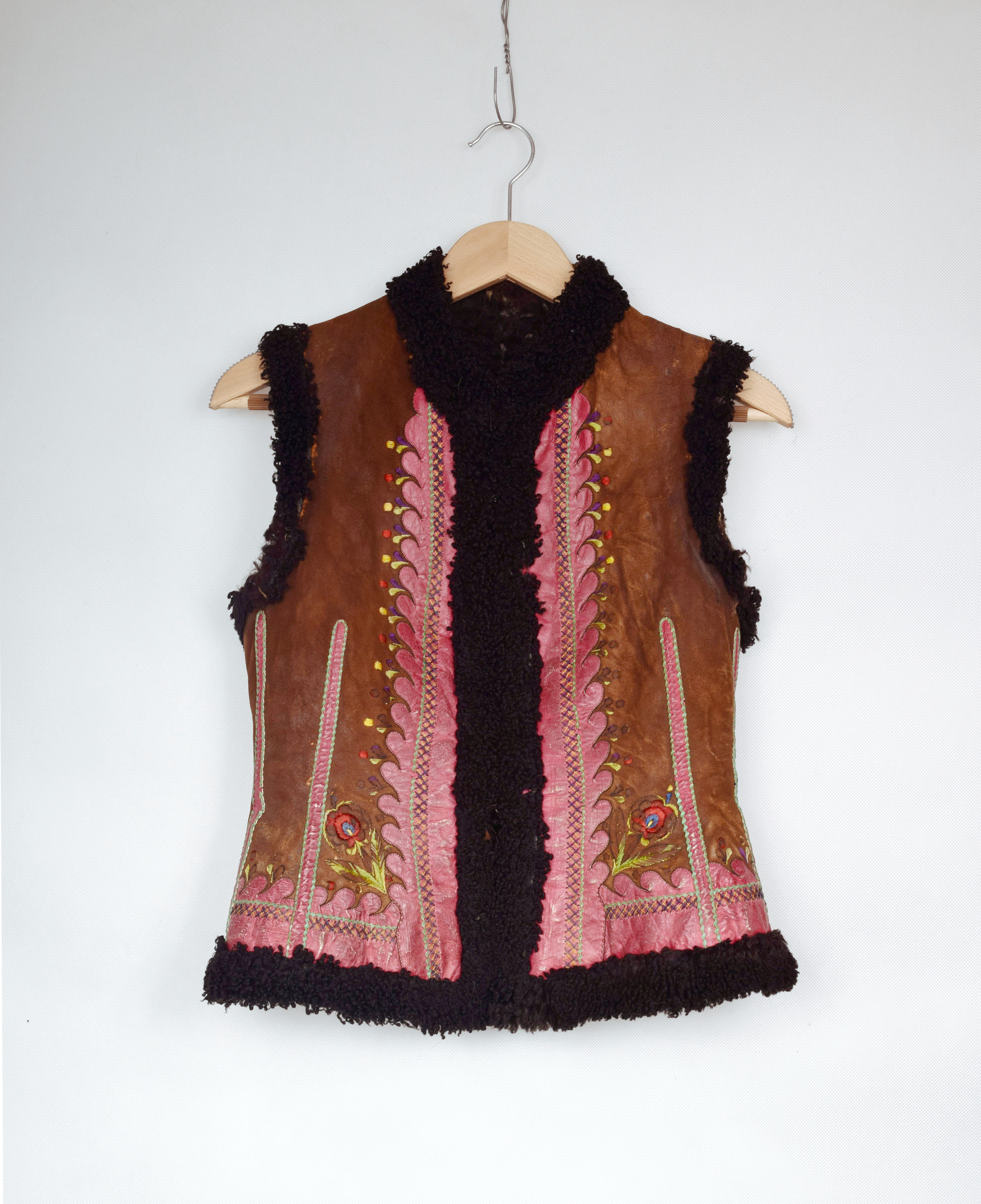
Vorderseite (Podhale)
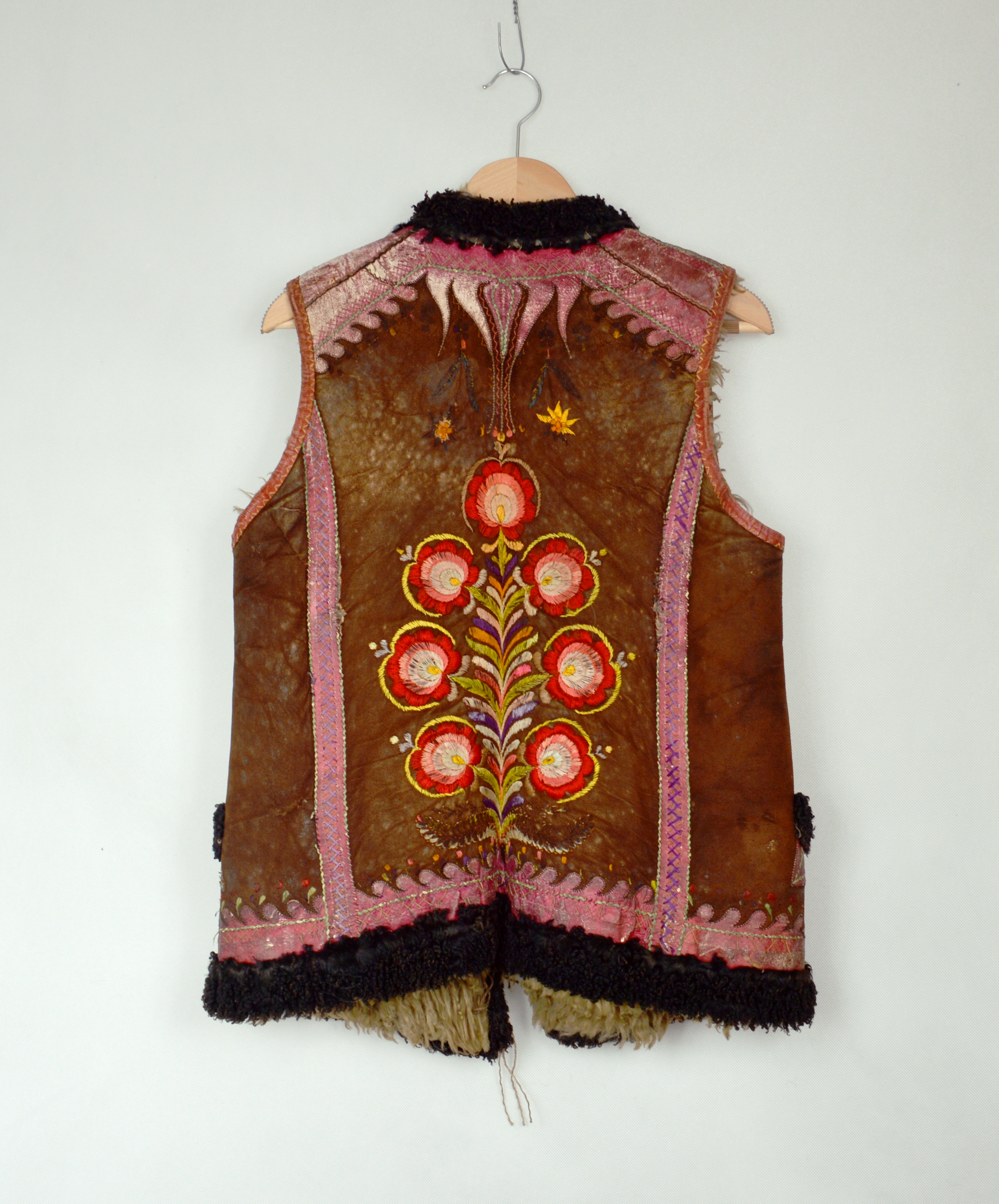
Rückseite (Podhale)

### Griechenland, Mazedonien

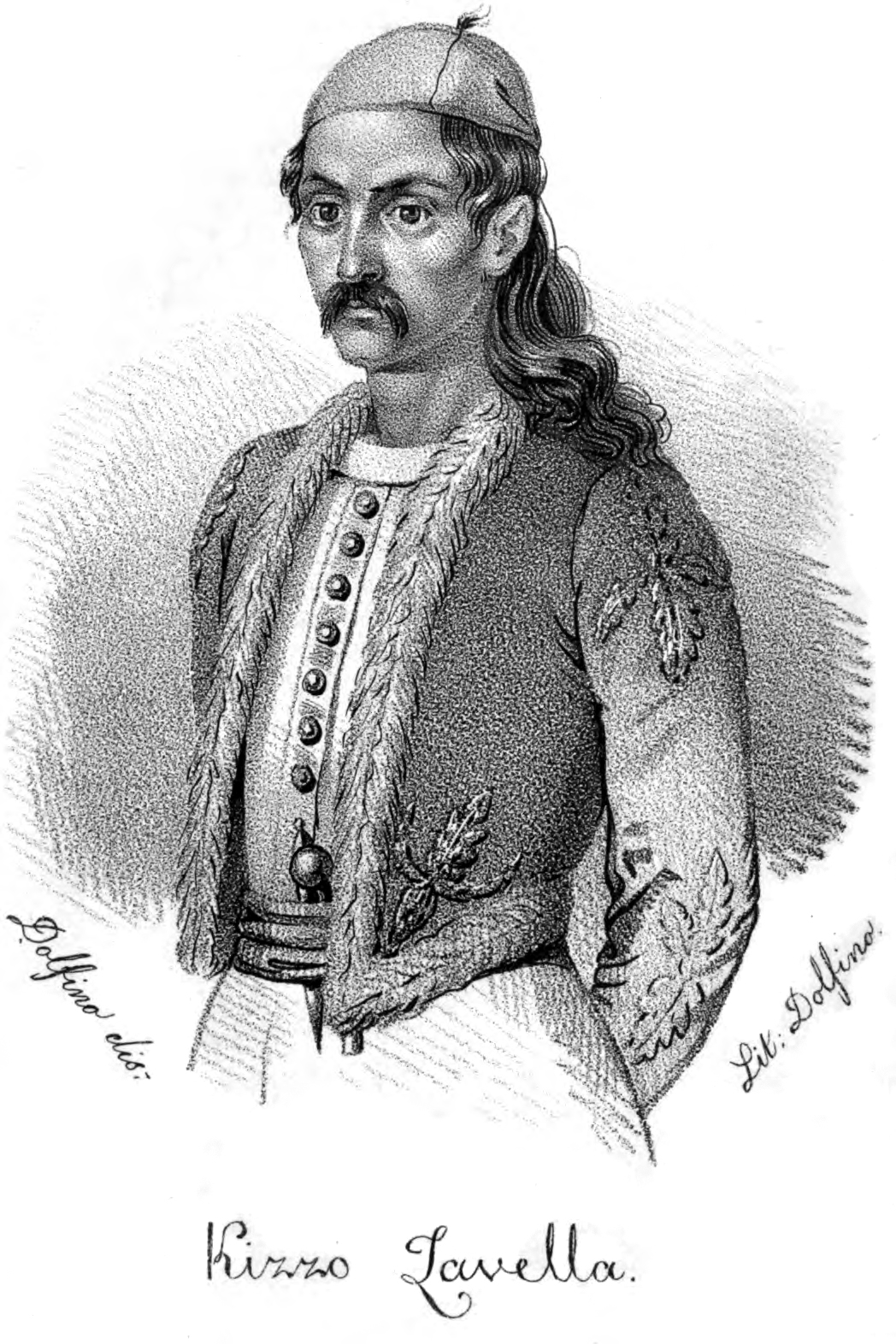
Männerweste (1840)
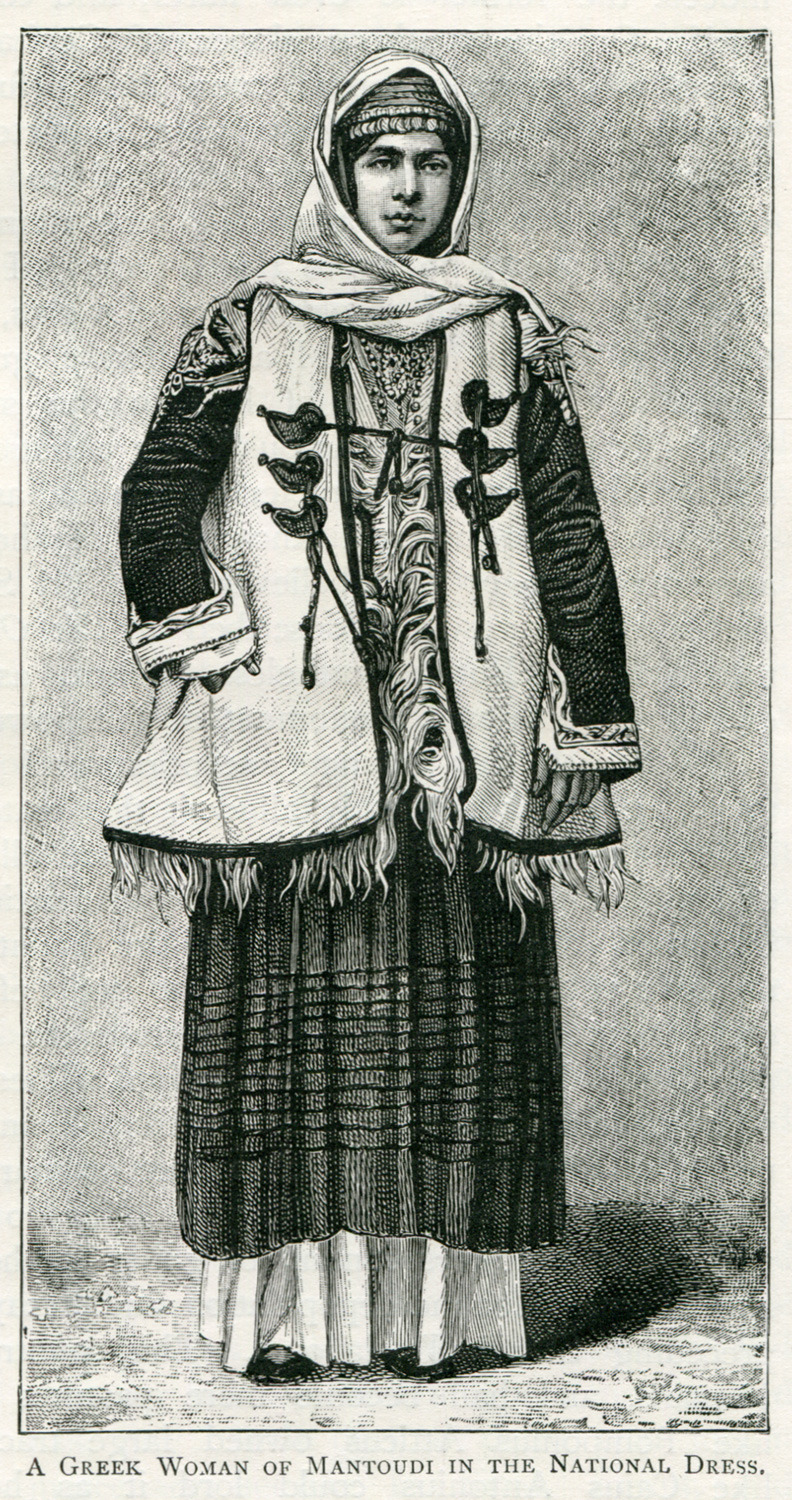
Frauenweste, Mantoudi, Gemeinde Kireas, Euböa (1890)
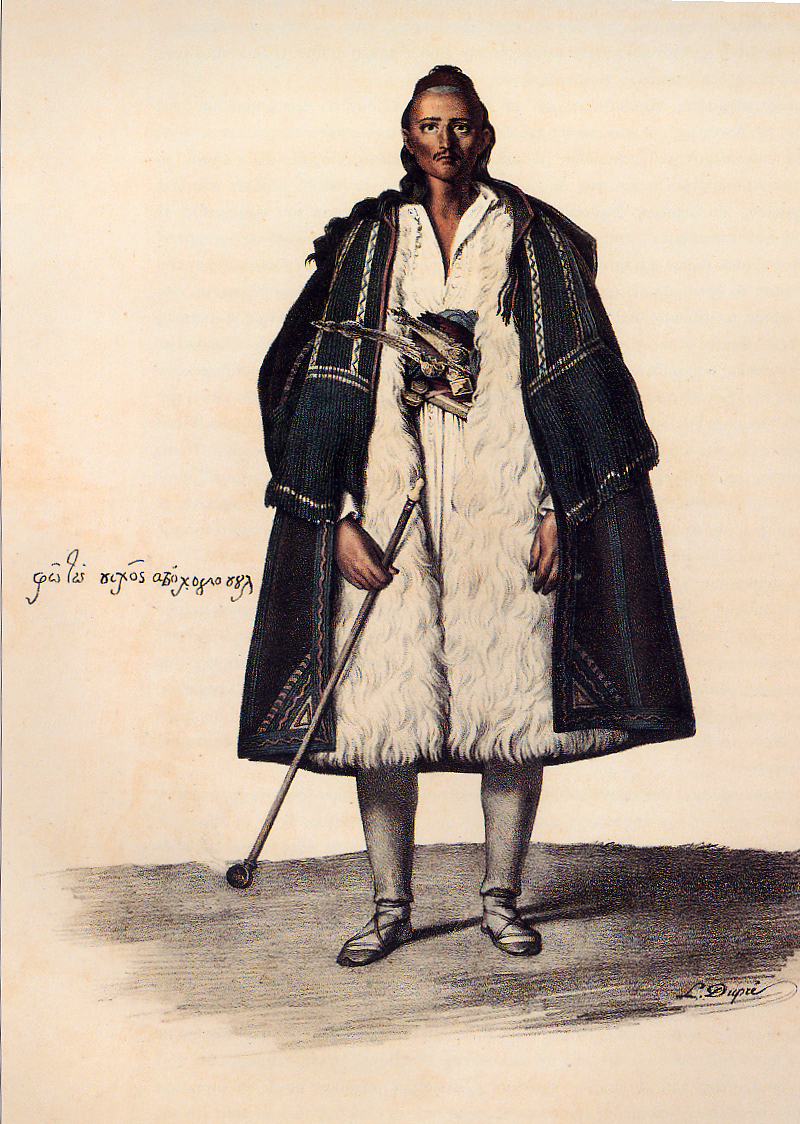
Ärmelloser, untergezogener Männermantel, Souli (um 1815)
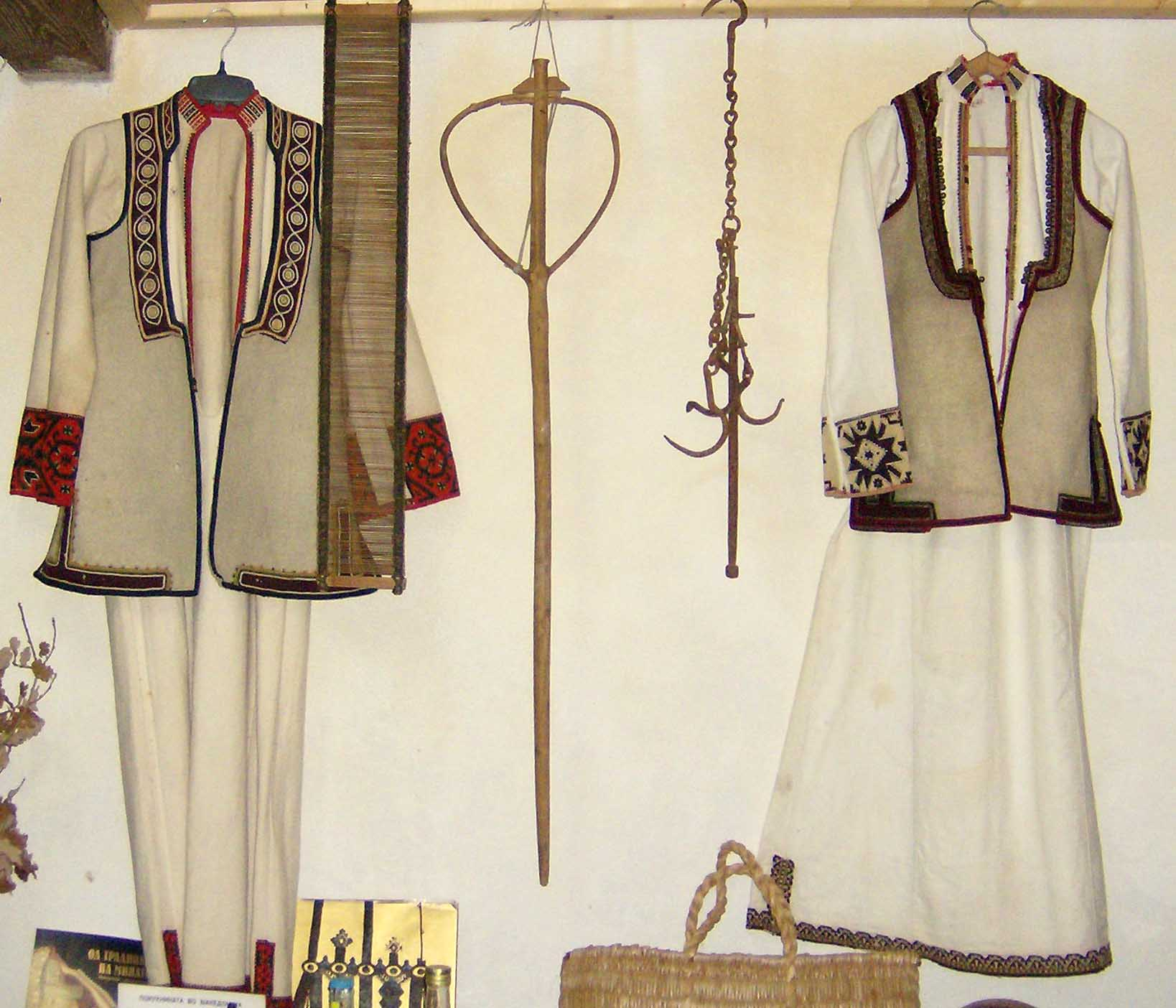
Nordmazedonien

## Als Berufskleidung
Über die Verwendung von Nacktpelzen aus Kaninfell oder Lammfell schrieb eine Pelznäherin, Fachautorin der DDR, im Jahr 1958, dass sie zum größten Teil für Seeleute, Werftarbeiter und Grenzpolizisten bestimmt waren. Zu den Abnehmern der Pelzwesten zählten Kohle- und Bergwerksarbeiter, Kraftfahrer, Betriebsschutzleute und die Menschen, die sich im Winter hauptsächlich im Freien oder in ungeheizten Räumen aufhalten mussten. Es handelte sich bei diesen Stücken fast ausschließlich um Arbeitsschutzkleidung, bei der die äußere Schönheit zu der sonstigen Einschätzung eines Kleidungsstückes erst an zweiter Stelle stand. Vorrangig wichtig waren die wärmenden Eigenschaften, die Bequemlichkeit und die Strapazierfähigkeit. Natürlich sollten sie ordentlich, glatt und sauber aussehen, aber im Vordergrund stand in jedem Fall die Zweckmäßigkeit.

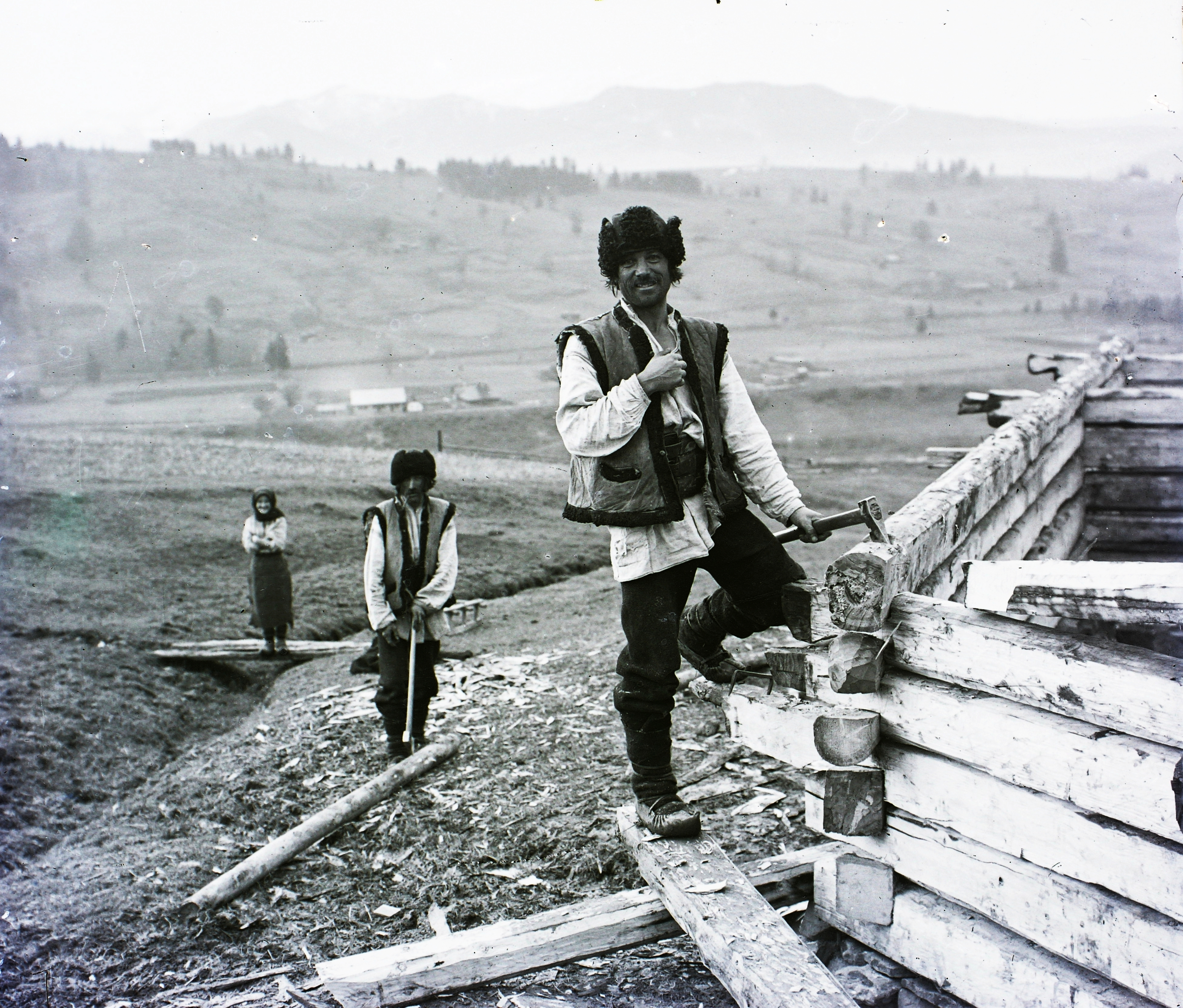
Zimmerleute, Ungarn (1907)

### Beim Militär
Während des Ersten Weltkriegs (1914 bis 1918) dürften wohl zwei Millionen Stück Lammfell-Nacktpelze von deutschen Kürschnern für den Winterfeldzug gefertigt worden sein. Bereits am ersten Tag nach der Mobilmachung wurden hierfür die Aufträge aus den einzelnen Armeekorps erstellt. Alle Kräfte des Rauchwarenhandels wurden in den Dienst der Heeresverwaltung gestellt, um die Mengen Schaffelle herbeizuschaffen, die zur Produktion der Nacktpelze für das Heer notwendig waren. Als der Krieg begann, lagerten zufällig, wegen des vorübergehenden schlechten Geschäftsganges, größere Vorräte türkischer und sonstiger orientalischer Lammfelle in Deutschland, außerdem solche aus Serbien, Bulgarien und Griechenland, auch aus Ungarn und Galizien. Als diese knapp wurden, wurden auch sehr viele deutsche Schaffelle verarbeitet. Neben diesen Pelzen für die einfachen Soldaten wurden sehr viele Offizierspelze mit Futtern aus Bisamfellen und ähnlichem Fellmaterial hergestellt sowie später auch Westen und Jacken mit Kaninfutter, Fußschützer für die Kavallerie aus den abgefallenen Schaffellstücken und dergleichen.
Als Weste, Wachpelz und später als Fliegerjacke nahm Fellkleidung in beiden Weltkriegen eine besondere Stellung ein. In erster Linie den Offizieren stand es frei, ihre Mäntel mit Pelz ausfüttern zu lassen, sofern die Wintermontur aller Waffengattungen nicht ohnehin ein Pelzfutter aufwies. Anstelle von Pelzfuttern wurden auch Pelzwesten unter der Oberbekleidung getragen, vor allem bei der Luftwaffe.

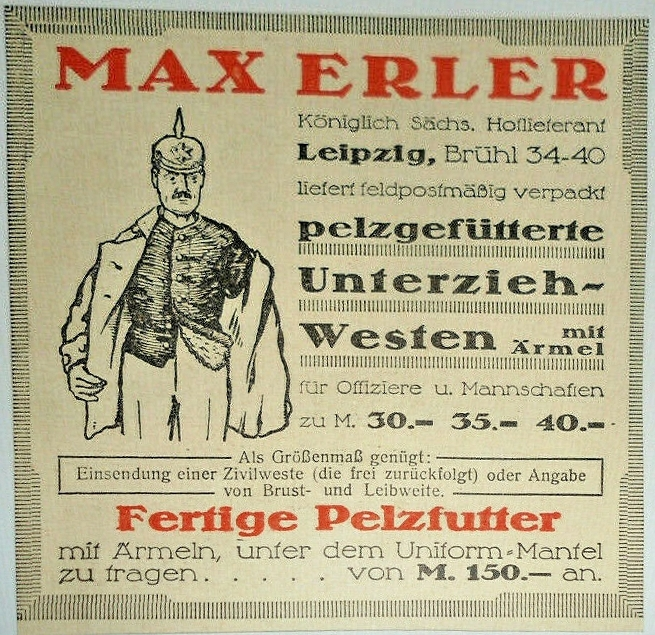
„Feldpostmäßig verpackt, pelzgefütterte Unterzieh-Westen mit Ärmel, für Offiziere und Mannschaften“ der Firma Max Erler (Anzeige, Erster Weltkrieg)
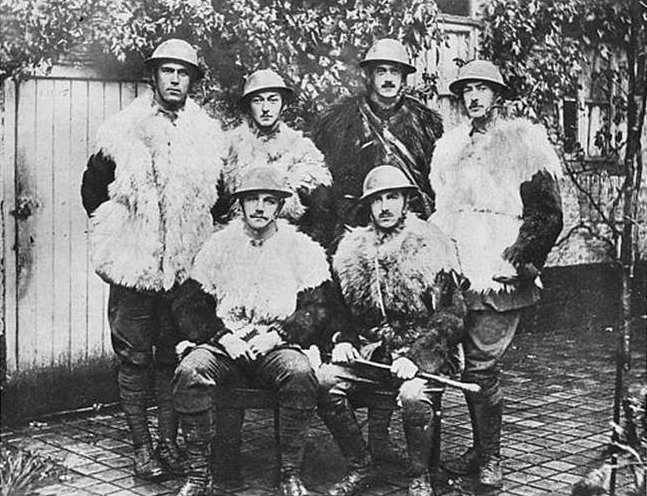
Englische Soldaten mit „Teddy-Bär“-Westen (Erster Weltkrieg)
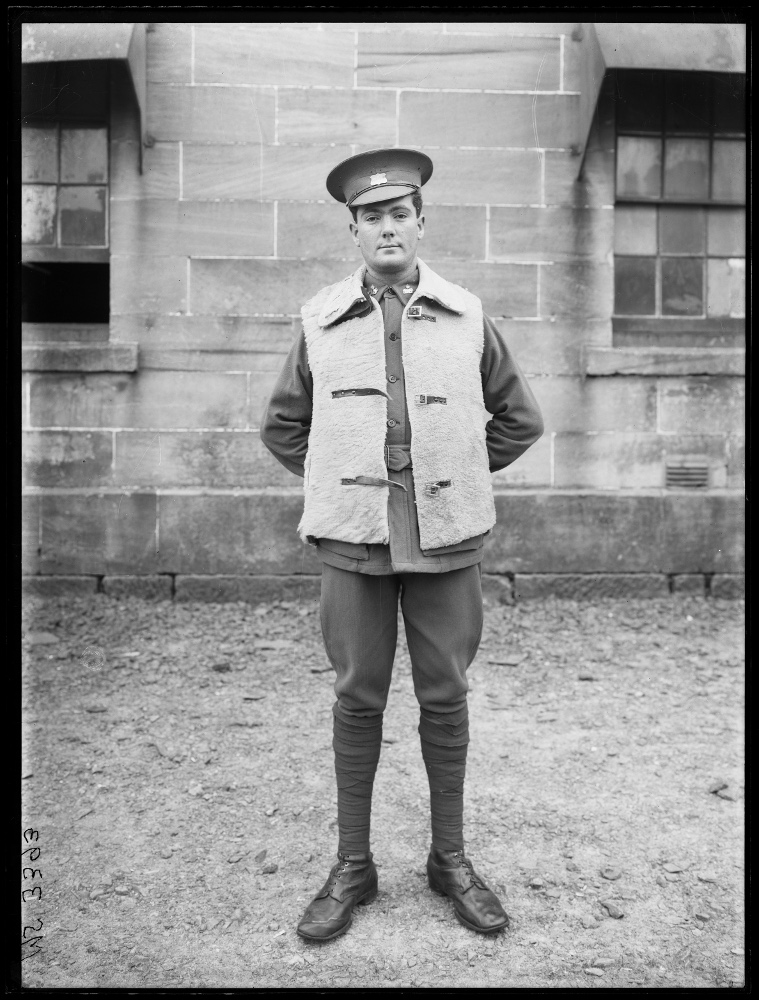
Soldat mit Schaffellweste, USA (ca. Erster Weltkrieg)
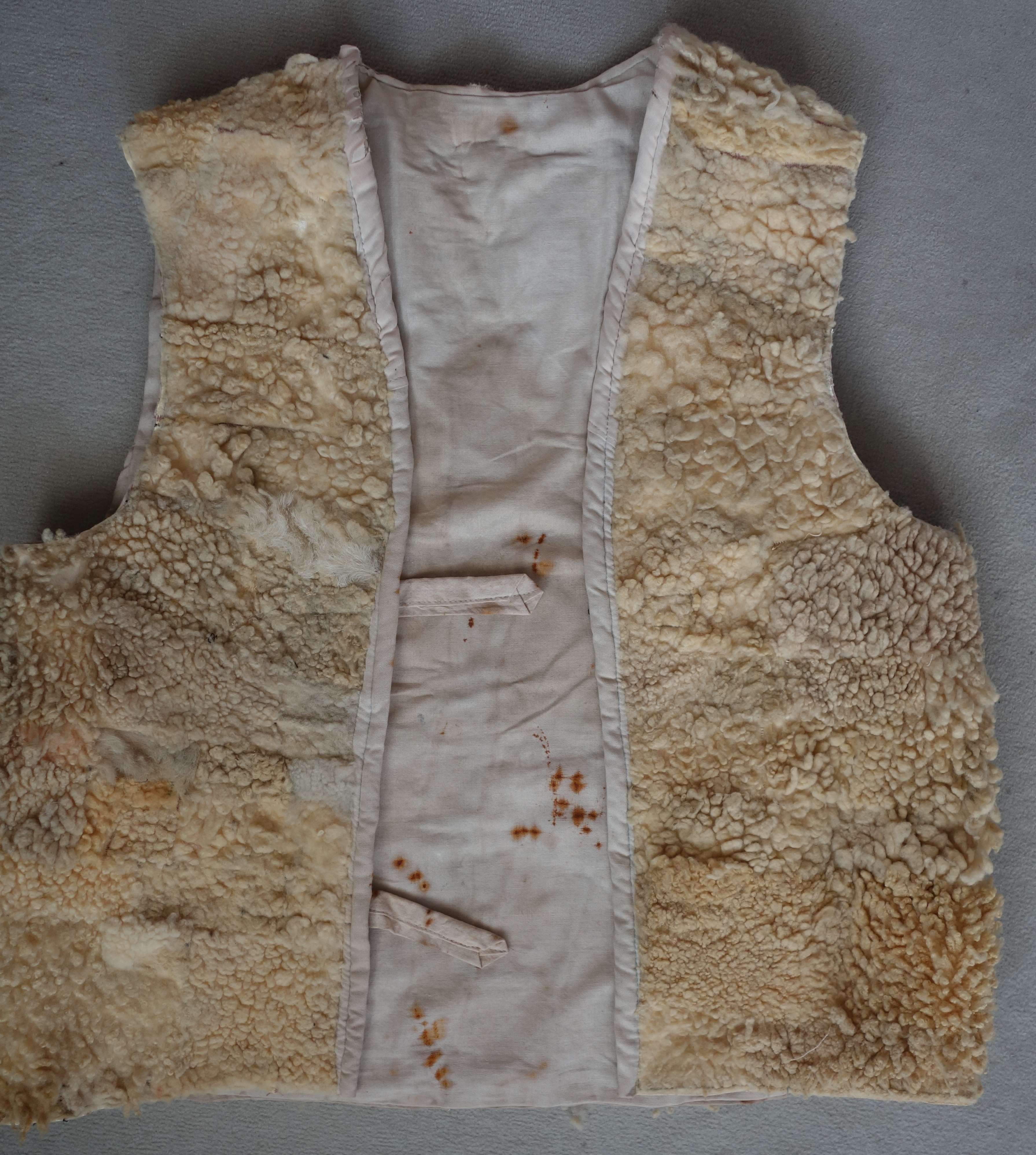
Lammfell Wehrmachtsweste des Chefs vom 6. Jäger Regiment 83 (Zweiter Weltkrieg)

#### Sammlung von Woll-, Pelz- und Wintersachen für die Front (Deutschland)
Während des Zweiten Weltkriegs (1939 bis 1945) verkündete Joseph Goebbels, Reichspropagandaleiter und Reichsminister für Volksaufklärung und Propaganda, die „Sammlung von Woll-, Pelz- und Wintersachen für die Front“. Die Bevölkerung wurde dabei zu entsprechenden Sachspenden aufgerufen. Juden wurden bei einer Nichtablieferung ihrer Pelze ausdrücklich mit dem Tod bedroht. Die eingesammelten Pelze wurden von Kürschnern und Pelznäherinnen zu losen Unterziehfuttern umgearbeitet. Mit Inkrafttreten zum 20. Dezember 1942, während des Krieges, wurde für das Deutsche Reich eine „Tarifordnung für die Herstellung von Pelzwesten aus Kanin- oder Katzenfellen für Angehörige der Wehrmacht in Heimarbeit“ erlassen.

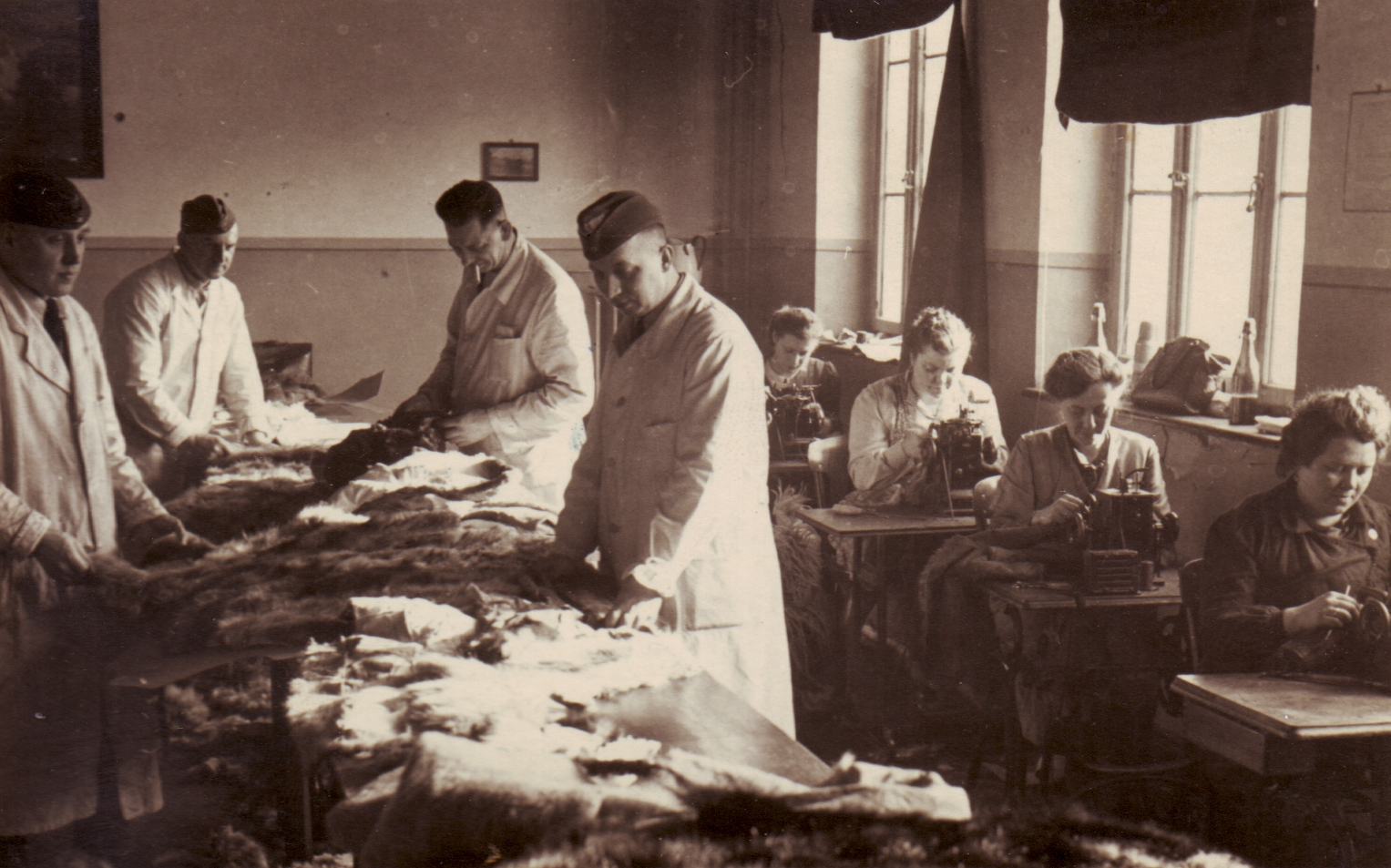
Kürschner und Pelznäherinnen in der Werkstatt
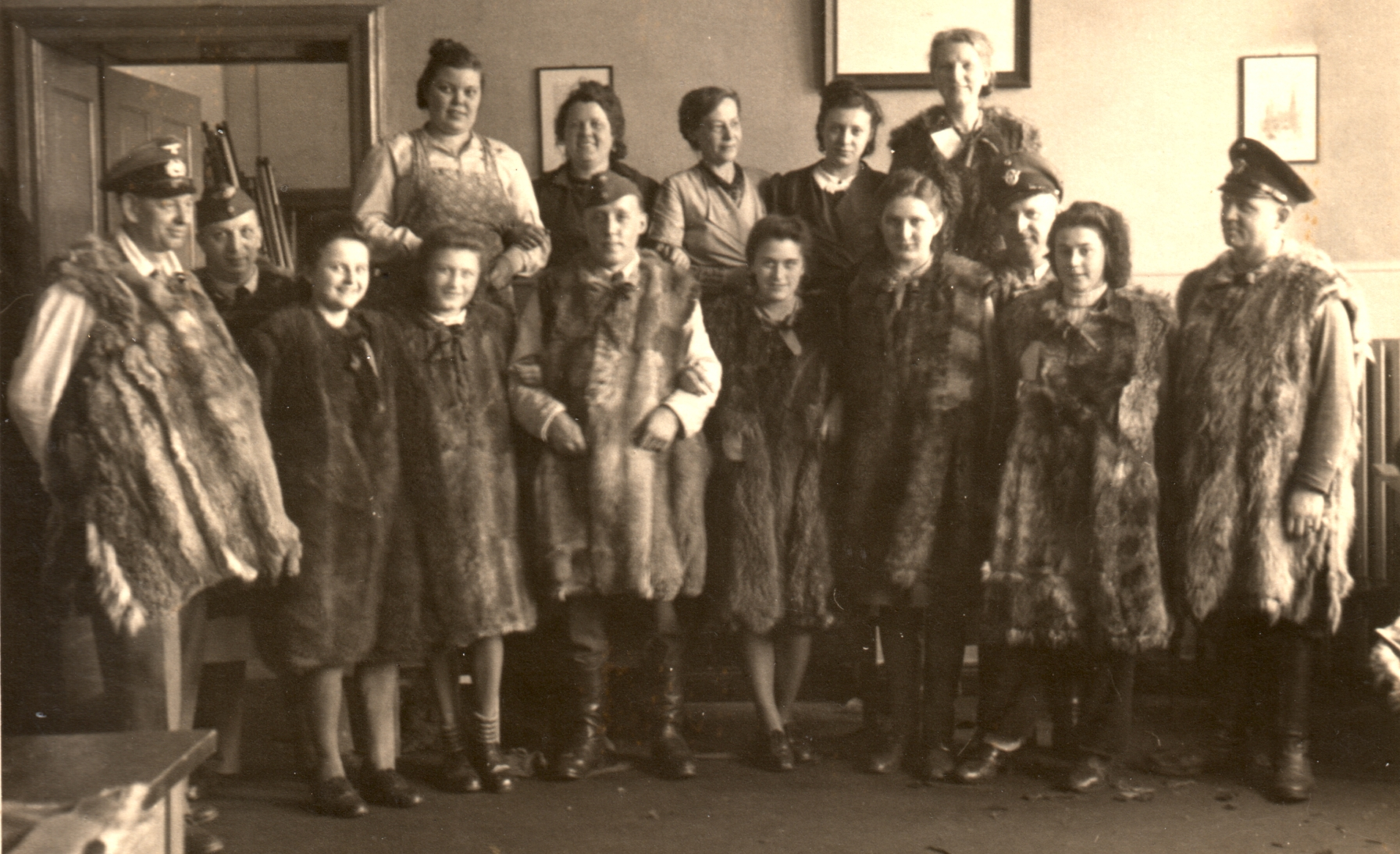
Mitarbeiter führen die fertigen Pelzwesten vor

#### Pelzwesten-Projekt (USA)
In der Aktion „Pelzwesten-Projekt“ arbeiteten US-amerikanische Kürschner während des Zweiten Weltkrieges ebenfalls lose zu tragende Pelzfutter, bestimmt für die Marinesoldaten der Vereinigten Staaten und Kanadas, wie sie ähnlich bereits bei der amerikanischen Handelsmarine in Gebrauch waren. Der Kriegsnotstandsausschuss der Pelzindustrie der Vereinigten Staaten („War Emergency Board“) hatte diese aufwändige Aktion ins Leben gerufen. Verschiedene Pelzproduzenten stellten einen Tag in der Woche dafür ihre Mitarbeiter zur Verfügung, um pelzgefütterte Westen für die Marine herzustellen. Die Gewerkschaft „Fur Workers Union“ forderte ihre 45.000 Mitglieder auf, mindestens zehn Wochenstunden für das Projekt aufzuwenden.
Das Fell stammte ausschließlich aus freiwilligen Spenden der Bürger. Die Firma Hollander Furs wies beispielsweise 1943 in ihrer Illustriertenanzeige darauf hin, dass im Rahmen des „Fur Vest Projects“ beim örtlichen Kürschner alte Pelze zum Umarbeiten zu Westen für die Seeleute in den nördlichen Gewässern abgegeben werden können.

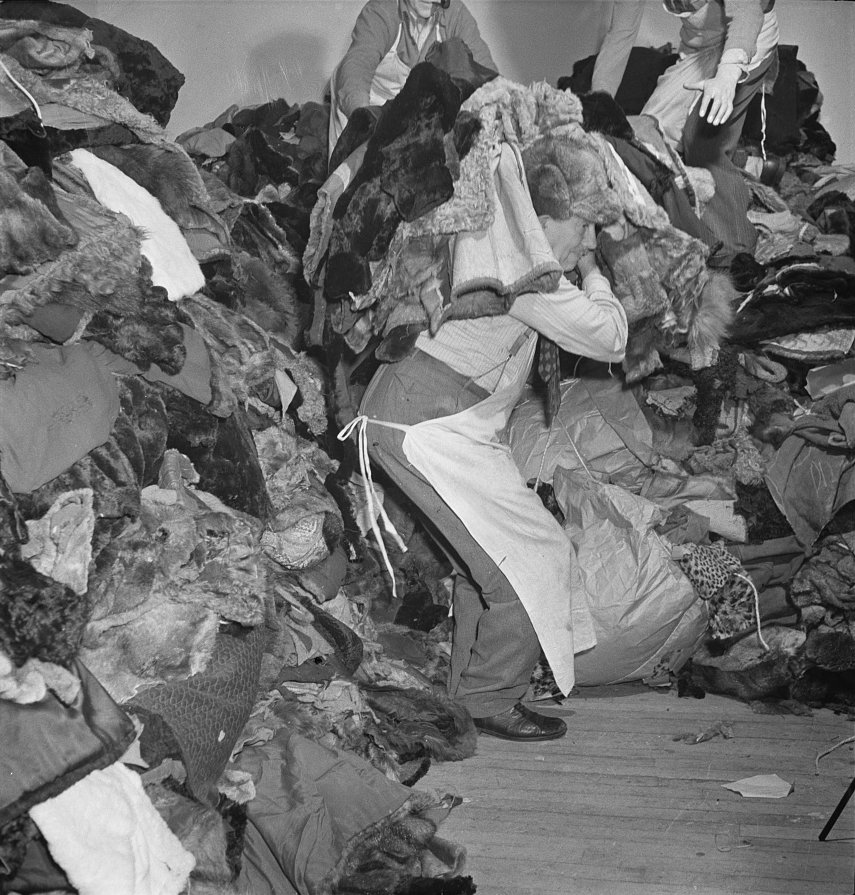
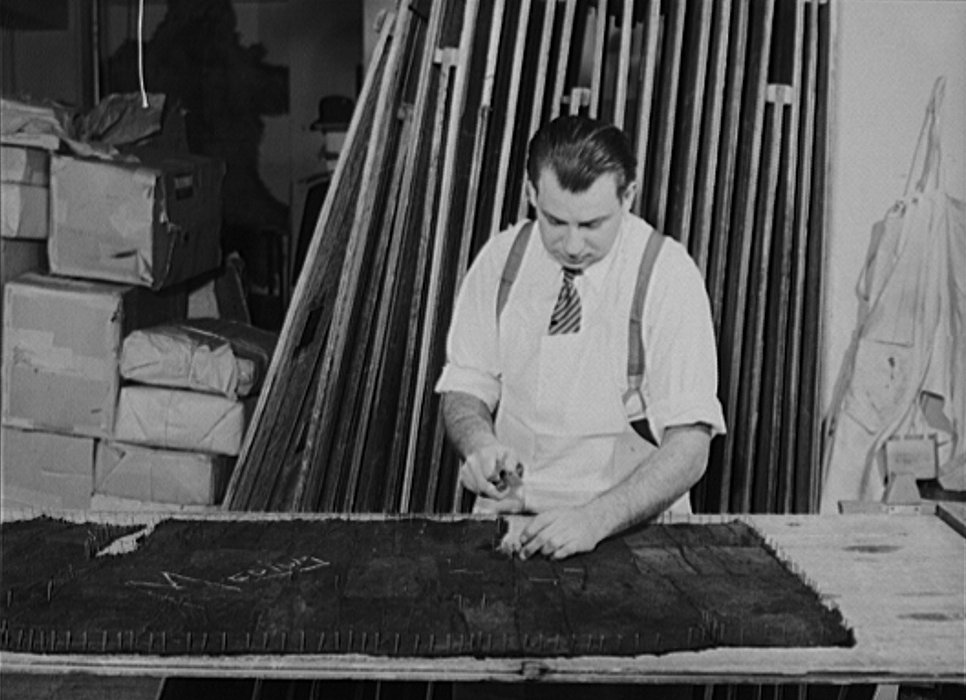
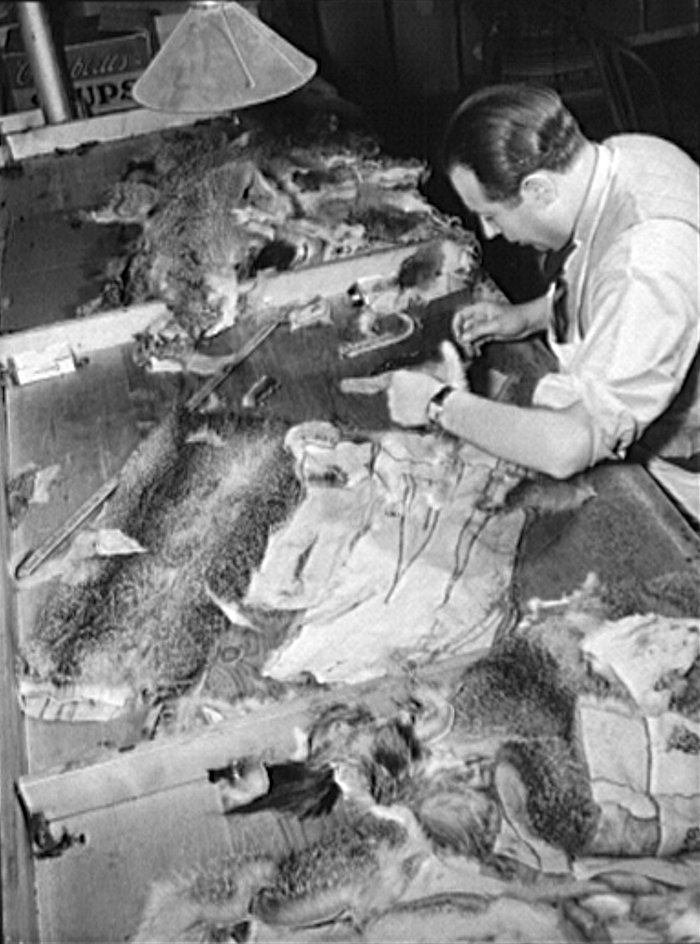